# EADS CASA C-295
L'EADS CASA C-295 és un avió de transport militar tàctic de doble turbohèlice que es fabrica actualment per Airbus Defence and Space a Espanya. Va ser dissenyat per la companyia espanyola CASA en els anys 1990 com un desenvolupament del CASA-Nurtanio CN-235. A partir de l'any 2000, amb la incorporació de CASA al grup aeronàutic europeu EADS, l'avió va passar a ser designat EADS CASA C-295. Va realitzar el seu primer vol el 28 de novembre de 1997 i va entrar en servei amb l'Exèrcit de l'Aire d'Espanya en 2001.
El C-295 és capaç de realitzar gran varietat de missions de manera efectiva: transport tàctic i logístic, llançament de paracaigudistes i de càrregues, evacuació mèdica, i també disposa d'una versió de patrulla marítima denominada C-295 Persuader. Donat el fracàs del seu germà menor en el segment de l'aviació comercial, no s'ha llançat una versió comercial d'aquest avió, encara que sí que ha obtingut la certificació civil per poder ser emprat per agències governamentals.
La seva designació com C-295 segueix l'esquema dels avions dissenyats per CASA, amb la C inicial del fabricador i a continuació un nombre de tres dígits, dels quals el primer indica el nombre de motors, dos en aquest cas, havent-se triat aquí els dos següents per la càrrega útil que es va plantejar com a objectiu: 9,5 tones.
Ha estat adquirit per diversos països a més d'Espanya, entre els quals destaquen Egipte, Polònia, Brasil, Mèxic i Portugal per nombre d'aeronaus adquirides, i ha participat en nombroses operacions internacionals, entre les quals destaquen les missions en l'antiga Iugoslàvia, Afganistan, l'Iraq, Líban i Txad.

## Desenvolupament
El naixement del CASA C-295 es deu a l'aposta per afermar-se en el lideratge del sector de transports militars lleugers o mitjans per part de l'empresa aeronàutica CASA. En concret, el C-295 es pot veure com a competidor de l'Alenia C-27J Spartan en el segment de transports immediatament inferior al C-130J Super Hercules.
El programa de desenvolupament de l'avió va començar al novembre de 1996, anunciant-se el model de manera oficial en el Saló Aeronàutic de París al juny de 1997. El primer prototip va ser una modificació d'un CN-235 que va rebre la matrícula EC-295, i va realitzar el seu primer vol el 28 de novembre de 1997. Pel que fa al CN-235, al C-295 se li va allargar el fuselatge fins als 24,50 metres i es va equipar amb nous motors i sistemes. Els motors triats van ser dos turbohélices Pratt & Whitney Canada PW127G amb 2.645 CV cadascun, que li donen excel·lents prestacions STOL, i que li confereixen la capacitat de portar una càrrega útil màxima de 9.250 kg a una velocitat de creuer de 480 km/h. Aquests canvis li permeten transportar una càrrega un 50% més pesant a una velocitat superior que el CN-235 en distàncies similars. Aquest primer prototip va contribuir al programa de proves amb 801 hores en 379 vols, i es va emprar posteriorment per desenvolupar la versió CASA C-295 Persuader.

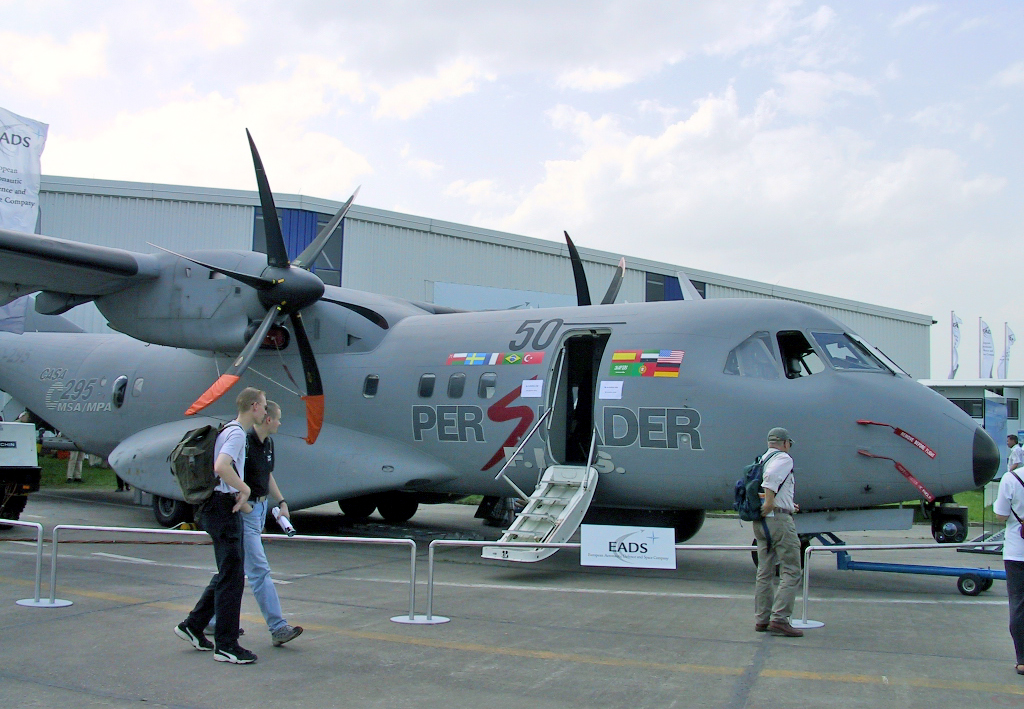
El prototip de la versió Persuader de patrulla marítima en l'Exhibició Aeroespacial Internacional (ILA) de 2002.

També es va construir un segon exemplar per a proves, el Ciutat de Sevilla, matriculat EC-296 i amb nombre de sèrie S-001, sent els pilots de proves Alejandro Madurga i José Murga els que van prendre els controls en el seu primer vol el 22 de desembre de 1998. Aquest aparell va ser usat principalment per a l'avaluació dels sistemes i la seva certificació, i fins a desembre de 1999 va completar 515 hores en 232 vols. A diferència del primer prototip, aquest ja no era un CN-235 modificat, sinó el primer exemplar del C-295 estàndard de producció. Una de les diferències visibles amb l'anterior va ser la inclusió d'una segona roda al tren d'aterratge davanter, característica que portarien després els avions de sèrie i que s'incorporaria també a posteriori al primer prototip. Després de la fase de proves, aquest aparell es va emprar en els anys següents per a demostracions a clients potencials de la versió de transport, entre ells la Força Aèria i l'Exèrcit dels Estats Units en el concurs JCA (Joint Càrrec Aircraft).
CASA va obtenir la primera comanda per part de l'Exèrcit de l'Aire d'Espanya, que va rebre el primer avió al desembre de 2000, encara que la cerimònia de lliurament no se celebraria fins a novembre de 2001, ja que es volia aprofitar també per celebrar les 75.000 hores de vol del CN-235.
L'assemblatge del C-295 es duu a terme en la planta d'assemblatge final FAL (Final Assembly Line) que EADS CASA té en l'Aeroport de Sevilla-Sant Pablo, igual que els models C-212 i CN-235.

## Disseny

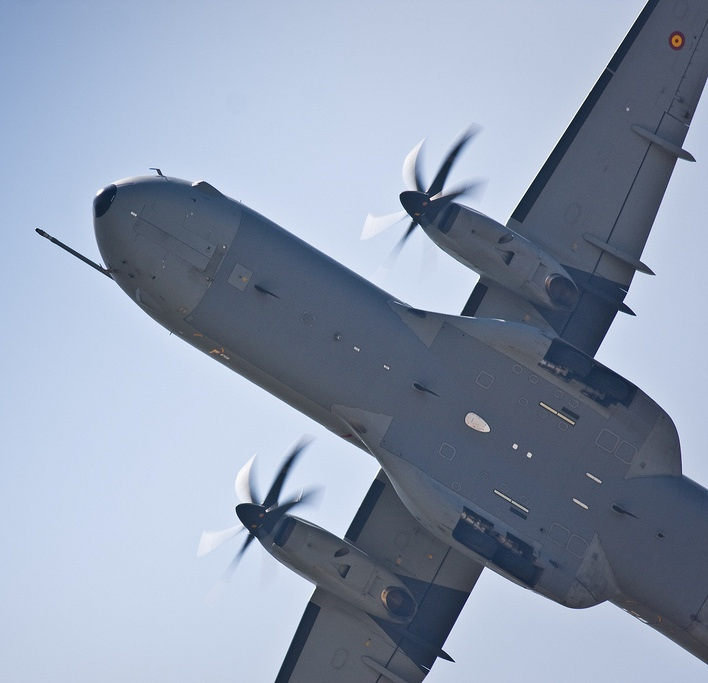
Un CASA C-295M de l'Exèrcit de l'Aire d'Espanya equipat en la part frontal amb una sonda d'abastament en vol.

El C-295 està equipat amb una aviònica a bord que comprèn un panell d'instruments de vol electrònics i un sistema de gestió de vol que permet la navegació tàctica, la planificació i la integració de senyals transmesos per diversos detectors. La longitud del celler de càrrega s'ha augmentat en 3 metres pel que fa al CN-235, per la qual cosa compta amb unes dimensions de 12,69 × 1,90 × 2,70 m, que li permeten transportar fins a 71 soldats —més 4 opcionals—, 24 lliteres per a evacuació de ferits (més 3 opcionals) juntament amb entre 5 i 7 assistents mèdics, 5 plataformes estàndard de 108" × 88" —una d'elles en la rampa— o 10 de 88" x 54", tres motors d'avió tipus EJ200 o tres vehicles lleugers tipus Land Rover. D'altra banda, ha estat dissenyat per operar en terrenys no preparats, amb espai reduït per maniobrar i sense infraestructures de recolzo en terra. Referent a això, pot operar pesantment carregat sobre terrenys tous sense deixar-los inutilitzats, té capacitat de autorreversa i pot girar 180° en pistes de tan sols 12 metres d'ample. També pot ser proveït en vol si se li instal·la una sonda dissenyada per a tal fi, característica fins ara solament seleccionada per l'Exèrcit de l'Aire d'Espanya i la Força Aèria Finlandesa.

### Motors

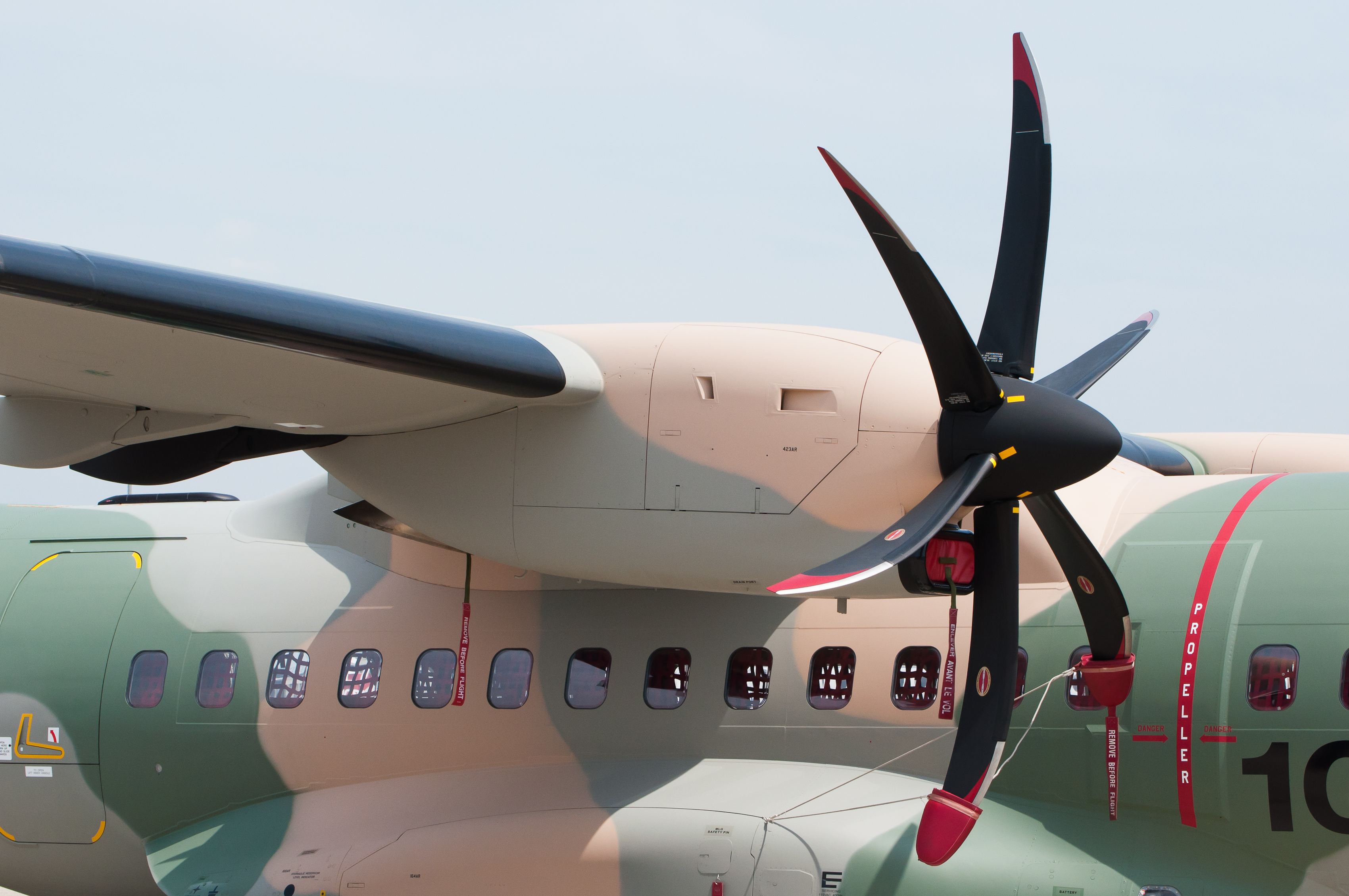
Barquilla del motor Pratt & Whitney Canada PW127G i hèlice Hamilton Sundstrand HS-568F-5.

Els motors són dos turbohélices Pratt & Whitney Canada PW127G de disseny modular per aconseguir un fàcil accés i un manteniment reduït, aconseguint de manera regular acumular 10.000 hores de vol sense haver de passar per taller, a més de tenir un baix consum de combustible, 1.200 lliures per hora de vol. La seva potència és de 2.645 HP (1.972 kW, 2.682 CV) cadascun. Les hèlices, amb 6 pales en forma de simitarra, de materials composts i de 3,89 metres de diàmetre, són unes HS-568F-5 de Hamilton Standard, companyia fusionada amb Sundstrand Corporation en 1999 i ara cridada Hamilton Sundstrand.

### Tren d'aterratge
L'aparell compta amb un tren d'aterratge retràctil en configuració tricicle dissenyat per la companyia francesa Messier-Dowty, que permet operar l'avió des de pistes d'aterratge semipreparades, per sota de la classe CBR-2. El tren d'aterratge principal, amb dues rodes en tàndem a cada costat, està instal·lat en sengles crestalleres laterals en la part inferior del fuselatge. I la doble roda de direcció frontal, situada sota la cabina de vol, s'alberga en el propi fuselatge. Està equipat amb suspensió basculant, amortidors oleoneumàtics, frens de disc diferencials hidràulics Dunlop i sistema antiderrape.

### Sistemes

#### Aviónica

Frontal dels C-295M portuguesos (a baix) comparat amb el de la resta dels C-295M.

El C-295 té controls dobles per a pilot i copilot. Està equipat amb un avançat sistema integrat d'aviònica HIAS (sigles en anglès de Highly Integrated Avionics System) basat en el sistema Topdeck totalment digital de la companyia Sextant Avionique —el nom de la qual va canviar a Thales Avionics en 2001. Concretament és la divisió Thales Canada la responsable del seu desenvolupament i fabricació, en la seva planta de Montreal, Quebec. Les pantalles, que inclouen quatre LCD de 6” × 8” (152 mm × 203 mm) en color, són compatibles amb l'ús d'ulleres de visió nocturna. En usar tecnologia dual civil/militar també pot operar-se segons les normes civils en vigor. També es poden instal·lar opcionalment dos HUD. L'avió posseeix un Sistema Integrat de Dades de Motor i Avisos o IEDS (sigles en anglès de Integrated Engine Data System), el qual gestiona els paràmetres de la planta motriu i combustible i pot presentar les fallades en dues pantalles LCD, a més d'informació i monitoratge de l'estat dels motors, la qual cosa augmenta la seva vida operativa. El radar meteorològic en color és un Honeywell RDR-1400C, encara que els exemplars portuguesos porten en el seu lloc un Northrop Grumman AN/APN-241 (el mateix que munten els C-130J Super Hercules), en un radom més engruixat.

#### Sistema FITS
A part d'aquests sistemes, la versió de patrulla marítima C-295 Persuader està equipada amb el sistema tàctic aerotransportat CASA FITS (sigles en anglès de Fully Integrated Tactical System) que li permet desenvolupar múltiples missions de patrulla:
| Civils                                                                                      | Militars |
| ------------------------------------------------------------------------------------------- | --- |
| - Control de la zona econòmica exclusiva (EEZ) - Cerca i rescat (SAR) - Vigilància marítima | - Guerra antisubmarina (ASW) - Guerra antisuperficie (ASuW) - Intel·ligència de senyals (SIGINT) - Alerta aèria primerenca (AEW) |

#### Radar d'alerta primerenca

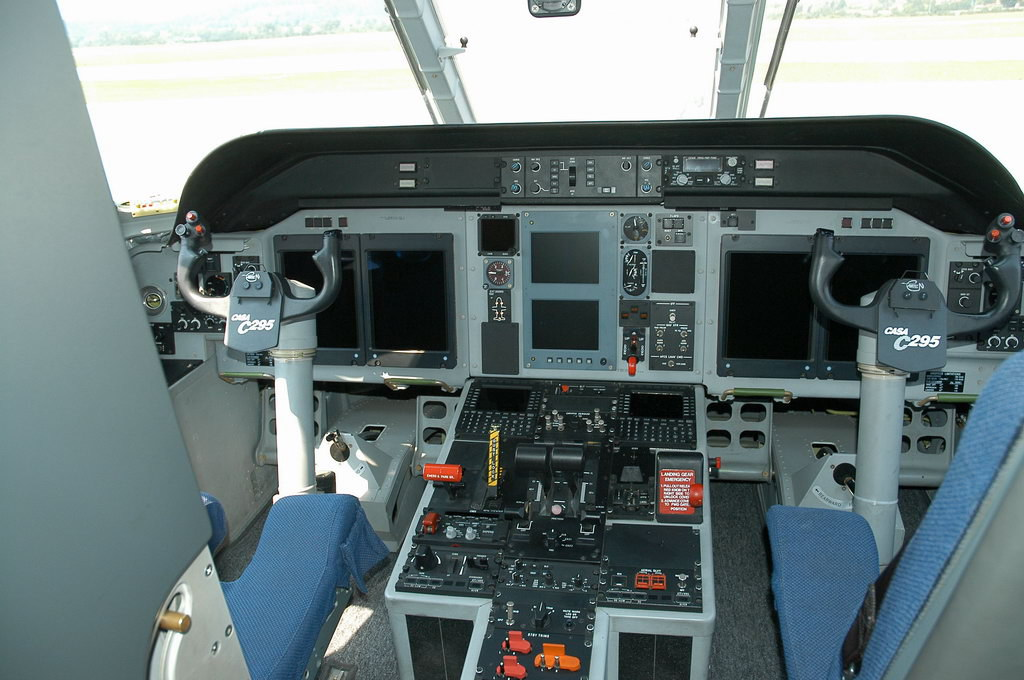
Cabina de vol d'un C-295M polonès.

Al setembre del 2008, la companyia sueca Saab va presentar un projecte en el qual oferia la possibilitat d'instal·lar en el C-295 el seu sistema aeri d'alerta primerenca i control denominat Erieye, que consisteix en un radar que proporciona una cobertura de 360 graus amb un abast instrumental de 450 km, o de 350 km en el cas d'entorns de guerra electrònica hostil. Aquest sistema ja ha estat instal·lat en avions similars com els turbohélices suecs Saab 340 i Saab 2000, o el reactor brasiler Embraer R-99.
La companyia va indicar en aquell moment que avaluaria la possible posada en producció del sistema, segons l'interès dels potencials clients, entre els quals es trobava Polònia. Després de superar la fase de viabilitat, al juny de 2011 el demostrador d'aquesta versió ha iniciat els vols de prova, encara que finalment no portarà el sistema de Saab, sinó un radar actiu d'escombratge electrònic (AESA) EL/M-2075 Phalcon fabricat per ELTA (filial d'Israel Aerospace Industries, IAI).

### Contramesures
El C-295 disposa d'un sistema d'identificació amic-enemic IFF (sigles en anglès de Identification Friend or Foe) i pot estar equipat amb els següents sistemes d'autoprotecció contra atacs per míssils:
- Dispensadores de cimbells BAE Systems AN/ALE-47. Aquest sistema inclou llançadors de bengales contra sistemes de seguiment per infrarojos, i llançadors de dipols antirradar o chaff.
- Alertador de radar RWR (Radar Warning Receiver) Indra ALR-300V2B.

També disposa d'un blindatge per protegir la tripulació d'atacs des del sòl amb armes lleugeres en operacions en un escenari potencialment hostil.

### Simulador
El simulador de vol de l'avió —amb certificat de nivell C de la FAA— ha estat desenvolupat per la companyia canadenca CAU —a diferència del simulador del CN-235, del que es va encarregar inicialment Indra Sistemes i que va anar posteriorment actualitzat pel Departament de Simulació d'EADS CASA amb l'assistència de GMV—, havent-se demanat tres, un per a la Força Aèria Brasilera, un altre per a la Força Aèria de Polònia, i un altre per al centre de formació a Sevilla de la mateixa EADS CASA, per un import total de 22 milions de US$ (18,1 milions de €).

## Variants
Existeixen fins al moment dues versions: el C-295M/W de transport militar i el C-295 Persuader de patrulla marítima, a les quals s'unirà pròximament una tercera d'alerta primerenca aerotransportada i control (AEW&C) equipada amb un radar actiu d'escombratge electrònic EL/M-2075. A més, a l'octubre de 2013, van començar les proves per a una nova versió tallafocs. D'igual manera, al juny de 2014, Jordània va anunciar la conversió d'un dels seus aparells C-295 a la nova versió canoner AC-295. Altres versions en desenvolupament són d'intel·ligència de senyals (SIGINT) i d'intel·ligència, vigilància i reconeixement (ISR).

### C-295M

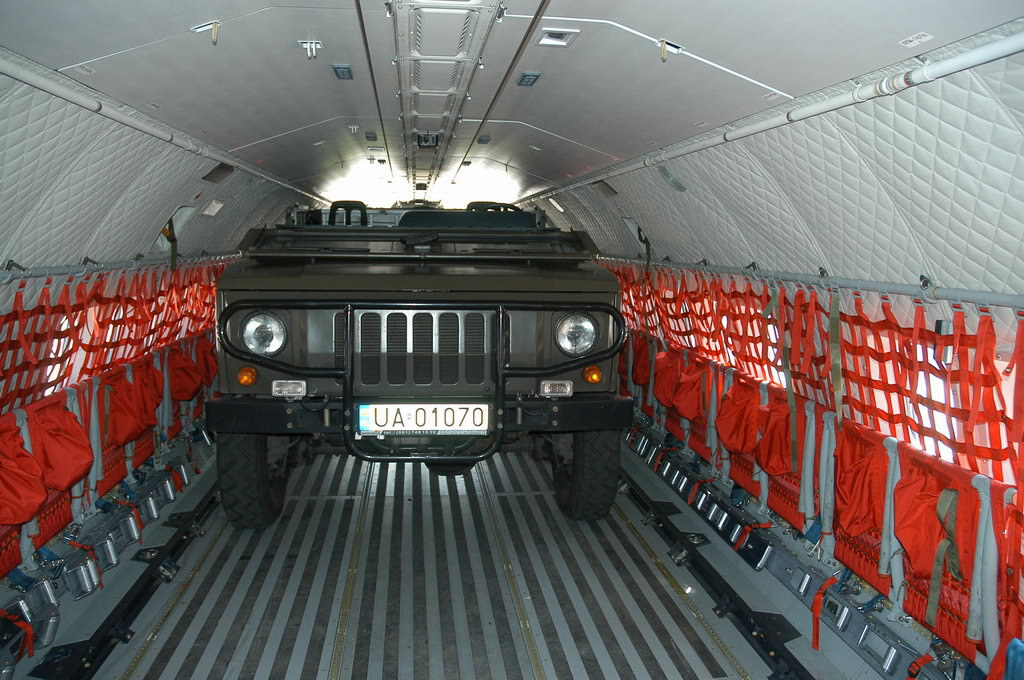
Tot terreny DZT Honker de l'Exèrcit de Polònia transportat en la cabina de càrrega d'un C-295M de la Força Aèria.

La versió de transport militar de l'avió, denominada C-295M, pot exercir les següents missions:
- Transport de tropes: amb 70 seients frontals més 4 opcionals, a més de l'assistent de salts. Si usa una configuració amb seients de l'estil dels de les línies aèries pot portar fins a 51 passatgers.[28][4]

- Transport de càrrega: amb capacitat per 5 palés de càrrega de mesures estàndard MIL STD 88" × 108" 463L, un d'ells en rampa, o 10 de 88" × 54".[28] Tipus de lliurament aeri HAD i LAPES.
- Transport de vehicles: amb capacitat per 3 vehicles lleugers tipus Land Rover.
- Transport de motors: amb capacitat per 3 motors d'avió de combat (EJ200).
- Evacuació mèdica: amb capacitat per 21 lliteres més 3 opcionals i de 5 a 7 assistents mèdics.

El C-295M en poc temps pot ser preparat per a qualsevol d'aquestes missions gràcies als corresponents kits de transformació.

### C-295 Persuader

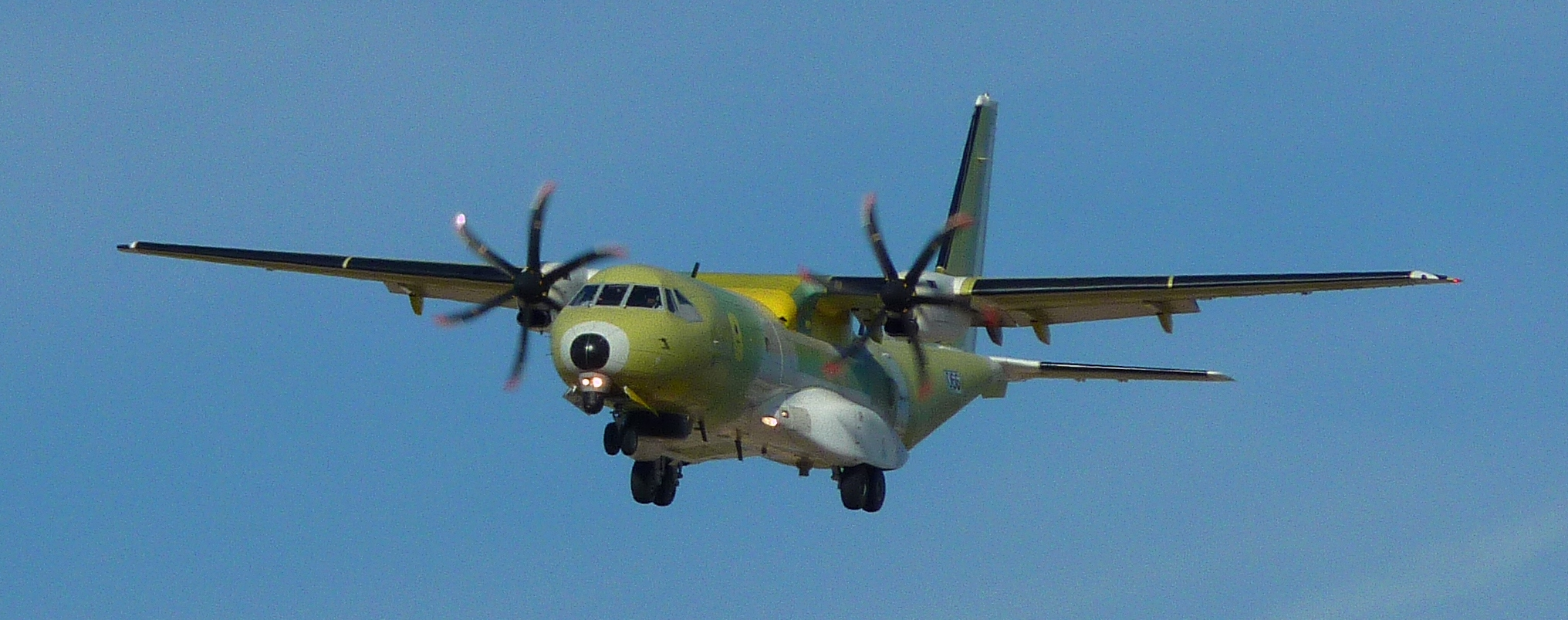
Un C-295MPA Persuader de l'Armada de Xile disposant-se a aterrar després d'un vol de prova.

La versió de patrulla marítima, coneguda com a C-295 Persuader, rep diferents designacions depenent que el tipus de missions que exerceix siguin civils o militars:
- C-295 MSA / MPA (Maritime Surveillance Aircraft / Maritime Patrol Aircraft, en català: Avió de vigilància marítima / Avió de patrulla marítima). C-295 equipat amb el Sistema FITS per a patrulla marítima.

- C-295 ASW / ASuW (Anti-Submarine Warfare / Anti-Surface Warfare, en català: Guerra antisubmarina / Guerra antisuperficie). C-295 equipat amb el Sistema FITS, sistema d'armament en sis estacions subalars i equip d'autoprotecció que havia estat seleccionat per la Marina de la Unió dels Emirats Àrabs com a avió de guerra antisubmarina per al seu programa Shaheen, però que finalment no va ser adquirit.[17][29] Sí que el va comprar, en canvi, l'Armada de Xile, dues unitats que van ser equipades amb detector d'anomalies magnètiques.

### C-295 AEW

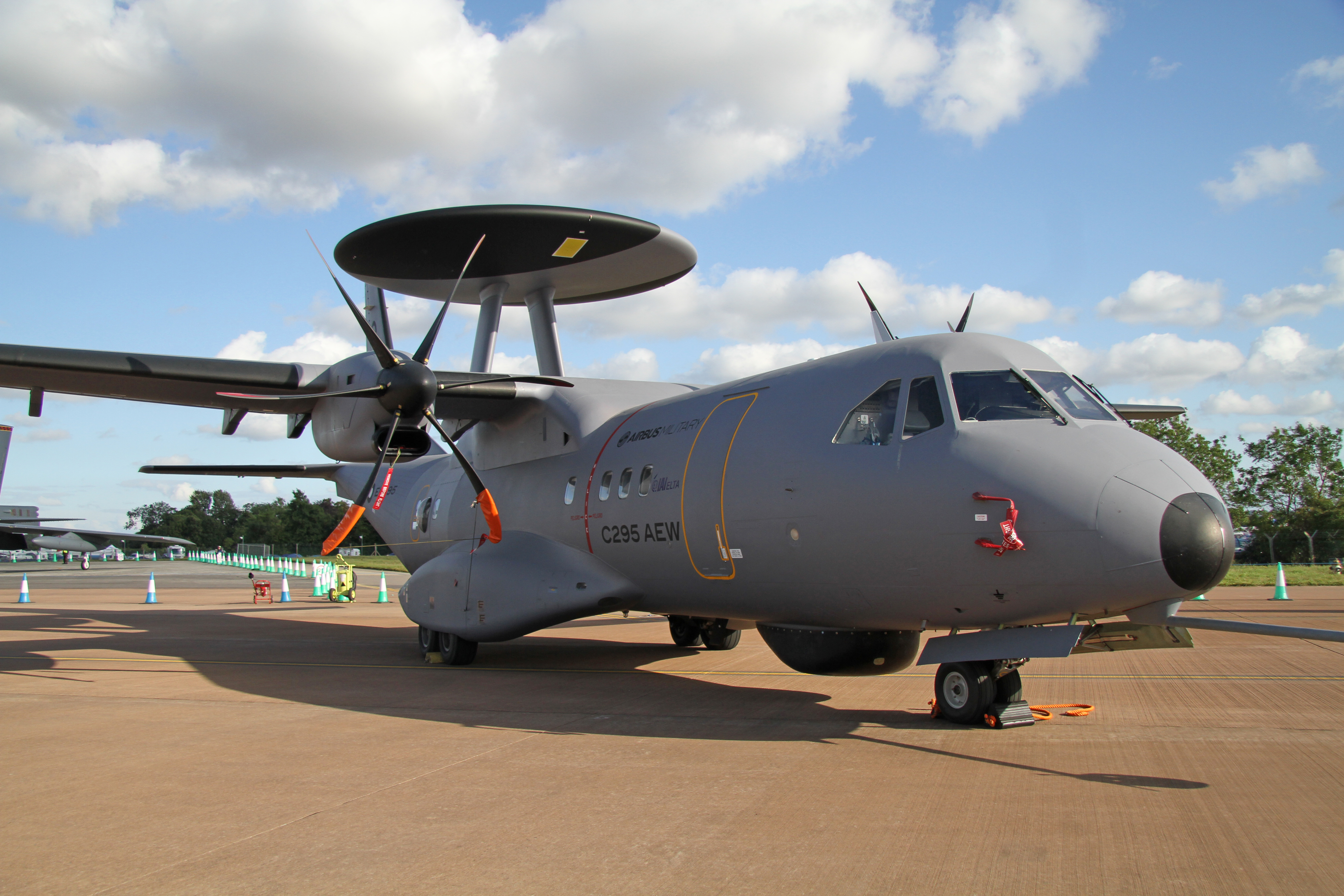
El prototip del C-295 AEW en el Royal International Air Tattoo de 2011.

Després de superar la fase d'avaluació de viabilitat, en la qual s'ha integrat en un exemplar de demostració el rotódom (radar giratori de grans dimensions -6 metres de diàmetre- situat sobre el fuselatge), se li han fet les modificacions necessàries en els seus sistemes i se li ha sotmès a les proves de túnel de vent, el 7 de juny de 2011 va començar els seus vols de prova, que tindran una durada d'uns tres mesos, aquesta nova versió del C-295, dedicada a alerta primerenca aerotransportada i control (AEW&C). Desenvolupada i comercialitzada conjuntament amb Israel Aerospace Industries (IAI), portarà un radar actiu d'escombratge electrònic EL/M-2075 Phalcon de quarta generació de gir ràpid fabricat per la filial d'aquesta última ELTA Systems, que incorpora també un sistema identificador amic-enemic (IFF). Pot portar a més equips d'intel·ligència electrònica (ELINT), intel·ligència de comunicacions (COMINT), sistemes d'autoprotecció, equips de comandament i control, enllaços via satèl·lit i sistemes de comunicacions que comprenen enllaços de dades per integrar-se en operacions basades en l'ús de xarxes (NCO). Proporcionarà una cobertura d'alta qualitat amb capacitat de generar en temps real una perspectiva integrada en tres dimensions de la situació aèria i de superfície, tant terrestre com la marítima, així com un ordre de batalla electrònic. El radar té dues maneres de funcionament, rotatiu, proporcionant una cobertura de 360 graus, i estacionari, concentrant la cerca en un sector de 120 graus, però amb major abast. Les dades dels diferents sensors seran processats pel sistema FITS. Pretén posicionar-se al mercat com una solució de grandària mitjana de gran eficiència però de cost relativament assequible, per a missions tant de defensa antiaèria com de seguretat del territori.

### C-295W
La companyia ha desenvolupat una variant dotada de dispositius de punta alar (winglets), que li permet millorar les seves prestacions en les fases d'enlairament, ascens i vol de creuer, en augmentar la relació sustentació—resistència. Això es tradueix en unes millors actuacions en pistes situades en llocs càlids i/o a elevada altitud, major abast i autonomia de vol i una reducció en els costos d'operació gràcies a un menor consum de combustible. En concret, combinats amb millores en els motors, s'espera que augmentin l'abast en 320 quilòmetres i l'autonomia en 30 minuts. El primer vol de prova va tenir lloc a Sevilla el 21 de desembre de 2012, i la seva introducció al mercat està anunciada per a l'últim trimestre de 2014.

## Operadors
El model de transport C-295M és el que ha rebut un nombre més gran de comandes, encara que la versió Persuader de patrulla marítima també ha estat adquirida per diversos clients. Fins al moment s'han venut més de 150 avions en 21 països de 4 continents, sumant un total de 22 operadors, 9 d'ells a més han efectuat comandes addicionals, la qual cosa testimonia el bon rendiment del model.
| País operador   | 1ª adquisició | 1ª lliurament | Nº deC-295M/W | Nº deC-295 Persuader | Total |
| --------------- | ------------- | ------------- | ------------- | -------------------- | ----- |
| Aràbia Saudita  | 2015          |               | 4             | 0                    | 4     |
| Algèria         | 2004          | 2005          | 6             | 0                    | 6     |
| Brasil          | 2005          | 2006          | 12            | 3                    | 15    |
| Xile            | 2007          | 2010          | 0             | 3                    | 3     |
| Colòmbia        | 2008          | 2008          | 6             | 0                    | 6     |
| Equador         | 2014          | 2014          | 3             | 0                    | 3     |
| Egipte          | 2010          | 2011          | 20            | 0                    | 20    |
| Espanya         | 2000          | 2000          | 13            | 0                    | 13    |
| Filipines       | 2014          | 2015          | 3             | 0                    | 3     |
| Finlàndia       | 2006          | 2007          | 3             | 0                    | 3     |
| Ghana           | 2011          | 2012          | 4             | 0                    | 4     |
| Indonèsia       | 2011          | 2012          | 9             | 0                    | 9     |
| Jordània        | 2003          | 2003          | 2             | 0                    | 2     |
| Kazakhstan      | 2012          | 2013          | 4             | 0                    | 4     |
| Mèxic           | 2009          | 2009          | 16            | 0                    | 16    |
| Oman            | 2012          | 2013          | 5             | 3                    | 8     |
| Polònia         | 2001          | 2003          | 17            | 0                    | 17    |
| Portugal        | 2006          | 2008          | 7             | 5                    | 12    |
| República Txeca | 2008          | 2010          | 4             | 0                    | 4     |
| Uzbekistan      | 2015          |               | 4             | 0                    | 4     |
| Vietnam         | 2013          | 2014          | 3             | 0                    | 3     |

Aràbia Saudita 

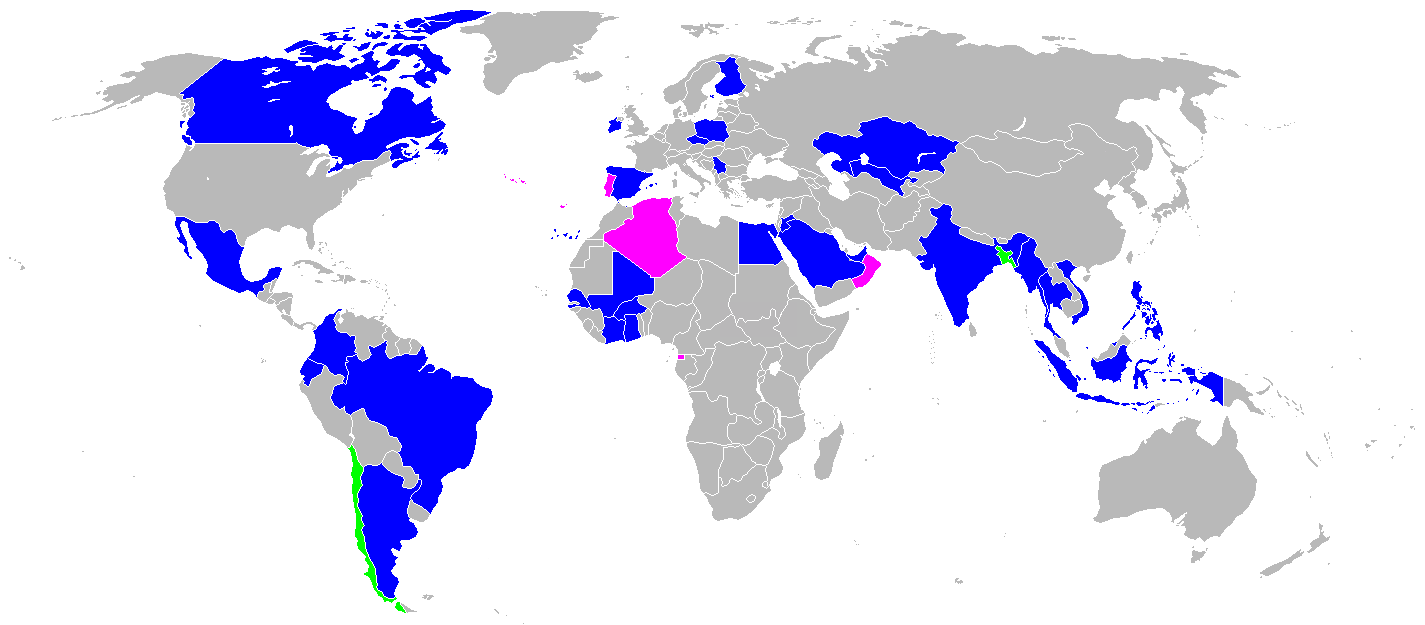
Operadors del CASA C-295: Països que han adquirit la versió C-295M. Països que han adquirit la versió C-295 Persuader. Països que han adquirit ambdues versions.

- El Ministeri de l'Interior de l'Aràbia Saudita va adquirir en 2015 quatre avions C-295W després d'una licitació oberta.[35]

Algèria 
- La Força Aèria Algeriana va signar un contracte per 6 avions de transport C-295M (2 en versió VIP) per uns 150 milions d'euros l'any 2004,[36] a més de quatre C-295 Persuader de patrulla marítima.[37] El país va començar a rebre els aparells de transport en l'any 2005.[38] Però, l'adquisició dels Persuader no va arribar a materialitzar-se.[39]

Brasil 

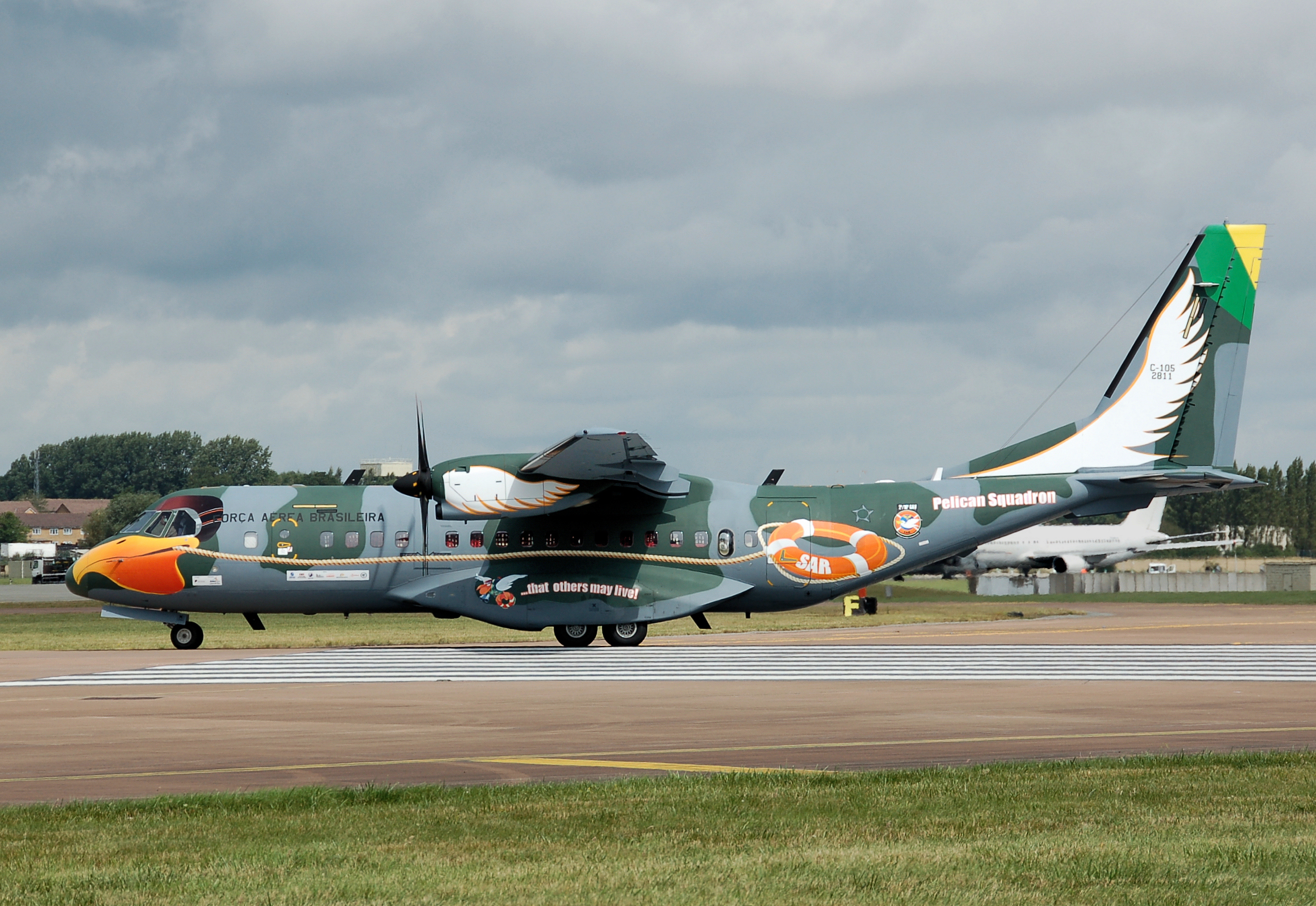
Un C-295M de la Força Aèria Brasilera amb un disseny de pintura especial durant l'exhibició RIAT de 2009.

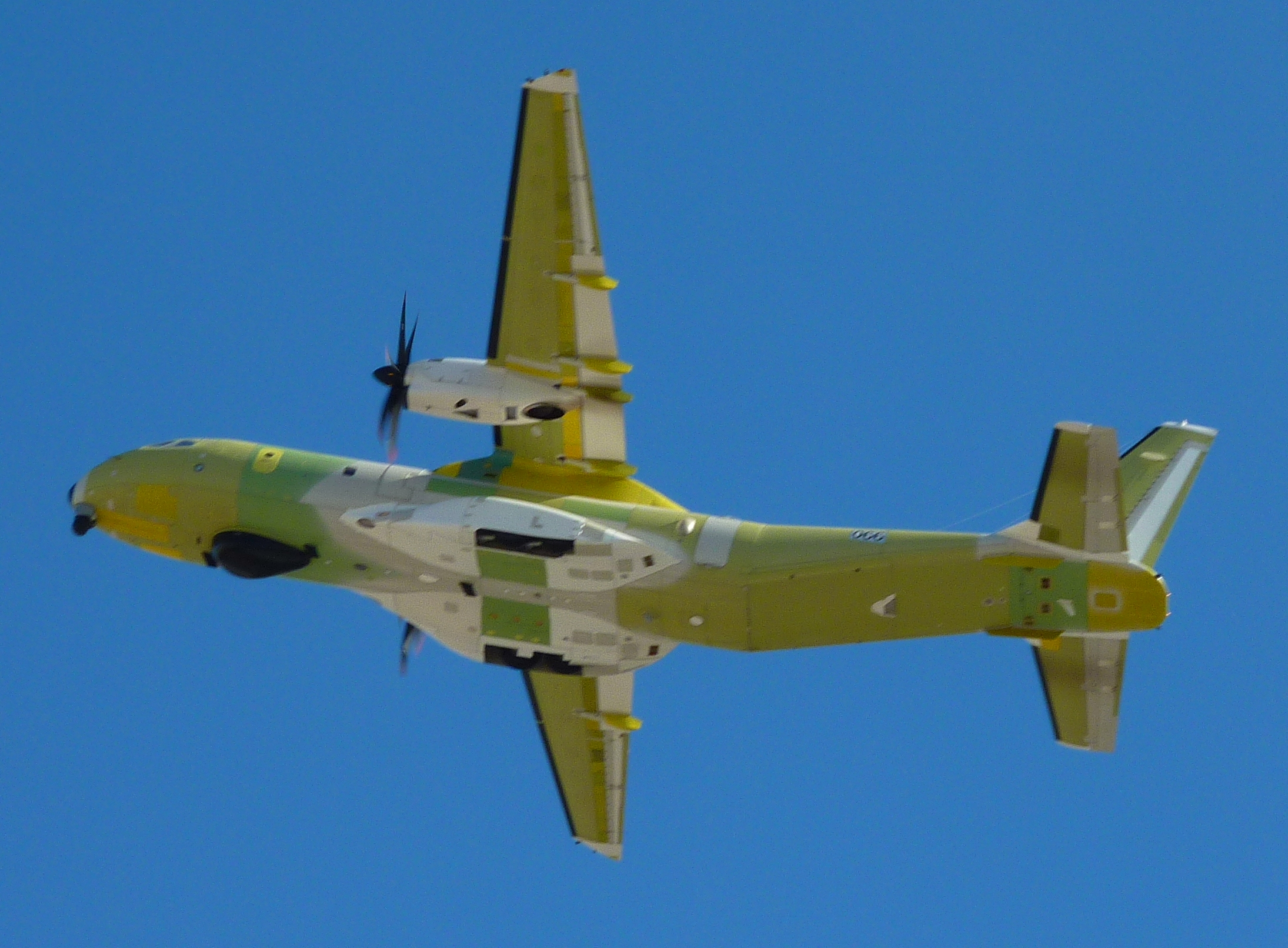
C-295MPA Persuader de l'Armada de Xile encara amb la imprimación durant un vol de prova previ al seu lliurament.

- La Força Aèria Brasilera va comprar 12 avions C-295M de transport militar, designats localment C-105A Amazones, per 238 milions d'euros a l'abril de 2005 per reemplaçar als seus avions de transport de Havilland Canada DHC-5D Buffalo i servir de suport als C-130 Hèrcules.[40][41][42] El primer fou entregat el 16 d'octubre de 2006 en una cerimonia celebrada a Sevilla.[43] Atesos els bons resultats obtinguts en l'ús del model, la FAB tenía intenció d'encarregar vuit avions més el 2009,[44] dels quals quatre C-295 Persuader MSA/MPA per missions SAR.[45] Es va signar una comanda en ferm per tres aparells SAR el 2014, amb entregues a partir de finals d'aquell mateix any.[46]

Xile 
- L'Armada de Xile va adquirir 3 avions C-295 Persuader de patrulla marítima, dos d'ells amb capacitat antisubmarina (MPA/ASW), al novembre de 2007 per reemplaçar als seus antics P-3ACH Orion per 105 milions de US$. Els nous avions seran rebuts en la primera meitat de 2010. Aquesta adquisició de Xile forma part del projecte «Alcatraz», i també comprèn una opció de compra de 5 avions C-295 més per reemplaçar els seus Embraer EMB-110 Bandeirante, Embraer EMB-111 Bandeirulha i Lockheed P-3ACH Orion, amb la idea inicial d'arribar a comptar amb una flota de quatre C-295 antisubmarins, tres de patrulla i un de càrrega.[47][48][49][39] No obstant això, encara que fins i tot al maig de 2009 es va anunciar que el Govern Xilè estava a punt de signar una comanda executant tres d'aquestes opcions per 95 milions de US$, una revisió de plans realitzada a mitjan aquest mateix any va portar a no executar tals opcions i en el seu lloc procedir a actualitzar els P-3, modernització que pot incloure la instal·lació del sistema FITS amb el qual van dotats els propis C-295.[50][51] No obstant això, els problemes sorgits en aquesta modernització podrien fer reprendre finalment els plans inicials.[52] El primer exemplar, configurat en versió de patrulla marítima, es va lliurar al desembre de 2009, mentre que el segon, el primer model fabricat amb la configuració ASW, es va lliurar al març de 2011.[53] A més, la Força Aèria de Xile està estudiant la compra de fins a 4 avions de transport mitjà, que podrien ser d'aquest mateix model.[54]

Colòmbia 
- La Força Aèria Colombiana va adquirir 4 avions C-295M de transport militar a EADS CASA l'any 2008 per una quantitat propera als 100 milions d'euros.[55] Colòmbia va rebre els dos primers avions al juny de 2008, el tercer al novembre del mateix any, i l'últim el 4 d'abril de 2009.[56][57] Al setembre de 2012 va signar un contracte per un exemplar addicional, que rebrà al febrer de 2013, i a la fi d'aquest mateix any va realitzar una nova comanda, per un sisè avió.[58]

Equador 
- La Força Aèria Equatoriana va adquirir 3 C-295M, dels quals va rebre el primer el 6 de juny de 2014, mentre que els 2 restants van ser rebuts al llarg del mateix any.[59]

Egipte 
- La Força Aèria Egípcia va signar amb Airbus Military a l'octubre de 2010 l'adquisició de tres avions C-295M, un d'ells per a transport VIP. El primer lliurament es va efectuar al setembre de 2011 i els altres dos exemplars van ser lliurats a la fi d'aquest mateix any.[60][61] Segons el fabricant, les principals raons per les quals la Força Aèria d'Egipte va triar el model van ser la seva facilitat de manteniment i provades aptituds operatives, especialment en zones desèrtiques, a més de la seva versatilitat.[62][63] Egipte ja operava des de 2005 d'altres Antonov An-74TK-200A, de similars capacitats, havent signat una opció per 6 exemplars addicionals i tenint una previsió de compra de 18 en total.[64] No obstant això l'adquisició ara de l'avió espanyol sembla indicar un abandó d'aquests plans en benefici del model de CASA. Posteriorment va encarregar tres addicionals, el gener de 2013 va realitzar una nova comanda per altres sis unitats, i al juliol de 2014 una altra per a vuit més, elevant el total a vint i convertint-se així en el major usuari del model.[65][66][67]

Espanya 

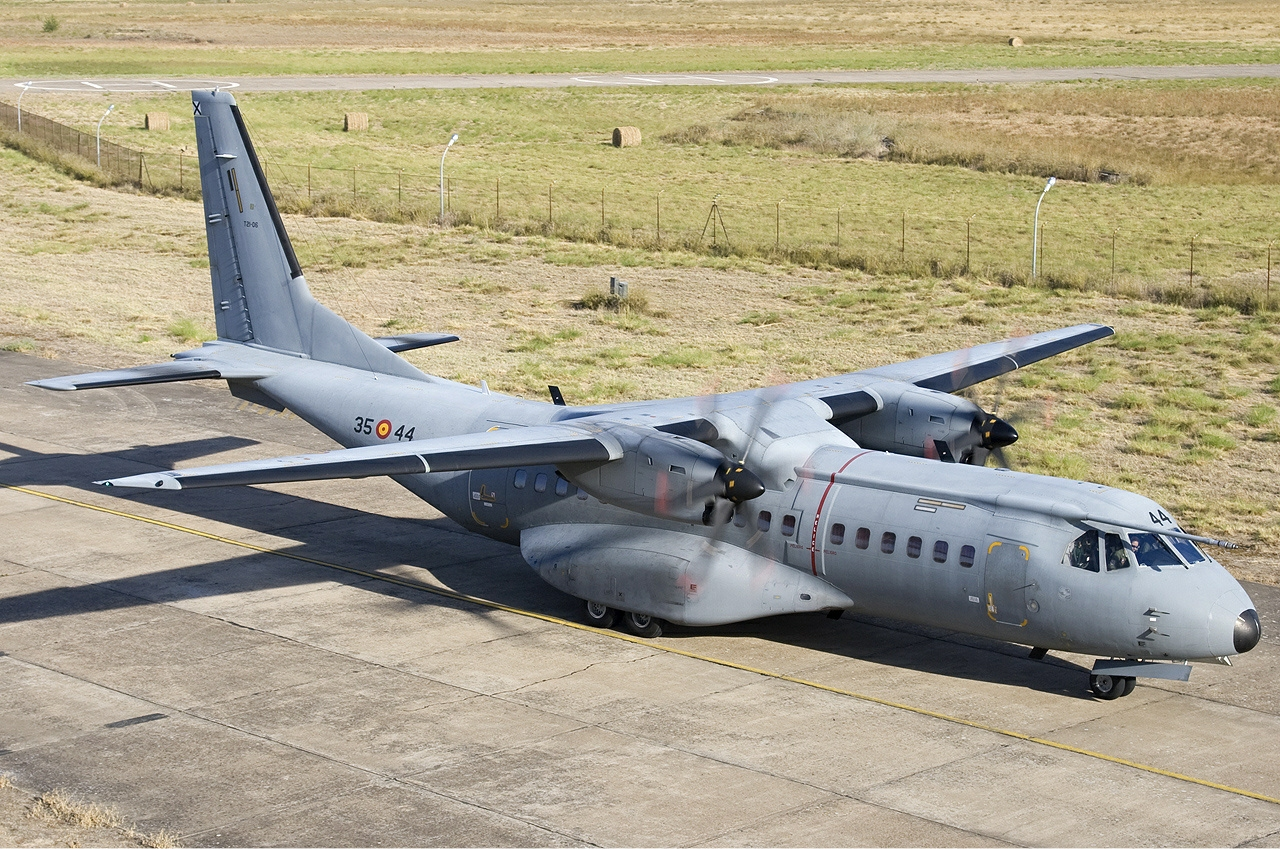
Un C-295M de l'Exèrcit de l'Aire d'Espanya a la Base Aèria de Talavera la Real, Badajoz.

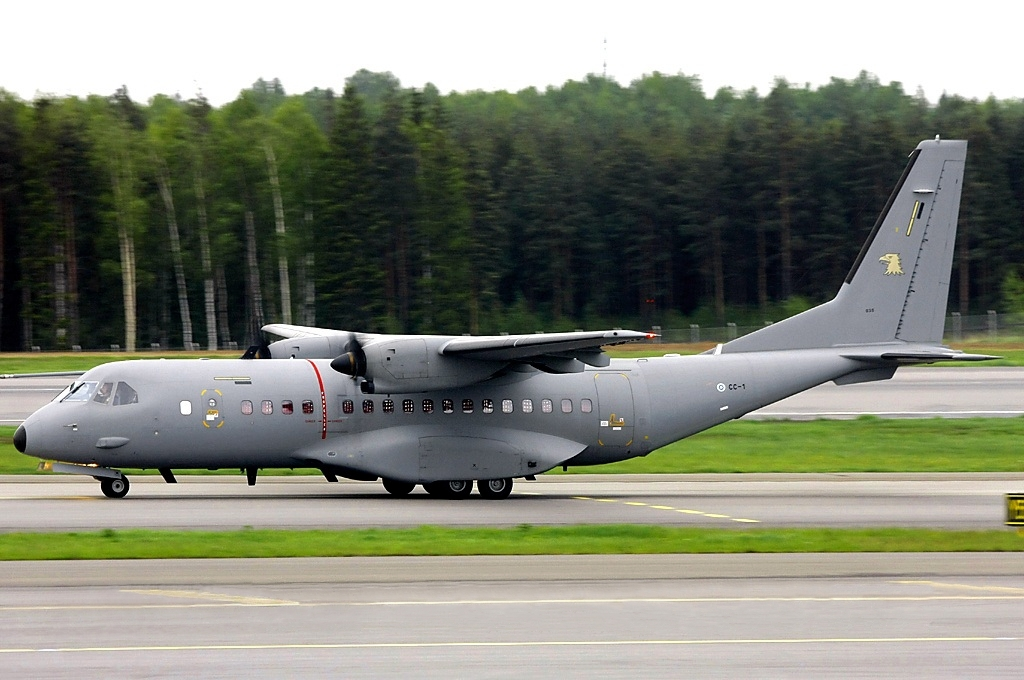
Un C-295M de la Força Aèria Finlandesa en l'Aeroport de Hèlsinki-Vantaa.

- L'Exèrcit de l'Aire d'Espanya va ser el primer operador del model. Posseeix 13 avions de transport tàctic C-295M, i té previst adquirir 5 més per completar la seva dotació fins a 18. Són designats T.21 i estan assignats a l'Ala 35 de la Base Aèria de Getafe.[68] L'Exèrcit de l'Aire va adquirir un esquadró de 9 avions en una primera fase al desembre del 2000, i amb l'objectiu de disposar d'un altre esquadró més, de forma escalonada es van comprar altres 4 (1 al desembre de 2005, 1 al desembre de 2006, i 2 a mitjan 2007).[69][70]

Filipines 
- La Força Aèria de les Filipines va declarar al febrer de 2014 al C-295M com a guanyador del seu concurs per adquirir tres avions de transport mitjà. El primer lliurament va tenir lloc al març de 2015, estant previst que per a setembre de 2016 s'hagin lliurat totes les unitats.[71][72]

Finlàndia 
- La Força Aèrea Finlandesa va adquirir l'añny 2006, després d'un procès de selecció durant un any i mig, dos avions de transport C-295 per a reemplaçar als seus Fokker F27. El contracte incloïa opcions de compra per cinc avions addicionals,[73][74] una d'elles executada el 2010.[75] La primera unitat fou entregada el 6 de març del 2007, coincidint amb la celebració del 89º aniversari de la Força Aèrea Finlandesa.[40][76] Una de las aeronaus serà equipada amb un sistema de vigilància aèrea avançada adquirit a Lockheed Martin.

Ghana 
- La Força Aèria Ghanesa va adquirir en 2011 2 C-295M que va rebre a partir de principis de l'any següent. Són utilitzats per a transport de tropes i personal d'agències de seguretat, evacuació mèdica, llançament de paracaigudistes, entrenament i missions humanitàries.[77] Dos més llogats amb opció a compra per prestar servei en la missió de Nacions Unides en Mali.[78]

Indonèsia 
- La Força Aèria de l'Exèrcit Nacional d'Indonèsia ha adquirit a l'octubre de 2011 9 avions de transport tàctic C-295M, designats localment CN-295, dels quals els dos últims es muntaran al país asiàtic.[79] El contracte, formalitzat al febrer de 2012, té un cost de 325 milions de dòlars, uns 247 milions d'euros, i els lliuraments tindran lloc entre 2012 i l'estiu de 2014. Com a contrapartida industrial PT Dirgantara Indonèsia fabricarà el empenatge de cua, el fuselatge posterior i panells de la resta del fuselatge, a més de rebre paquets de treball per al desenvolupament de sistemes d'entrenament informatitzats i també es crearan un centre de servei i lliuraments i una línia de muntatge final.[80][81][82][83]

Jordània 
- La Real Força Aèria Jordana va adquirir 2 avions C-295M per 45 milions de € en 2003, que van ser lliurats en aquest mateix any.[84][85][86][87] Un d'ells serà transformat a la versió canoner AC-295, amb la mateixa configuració dels dos CN-235 armats (AC-235) que opera aquesta força aèria.[33]

Kazakhstan 

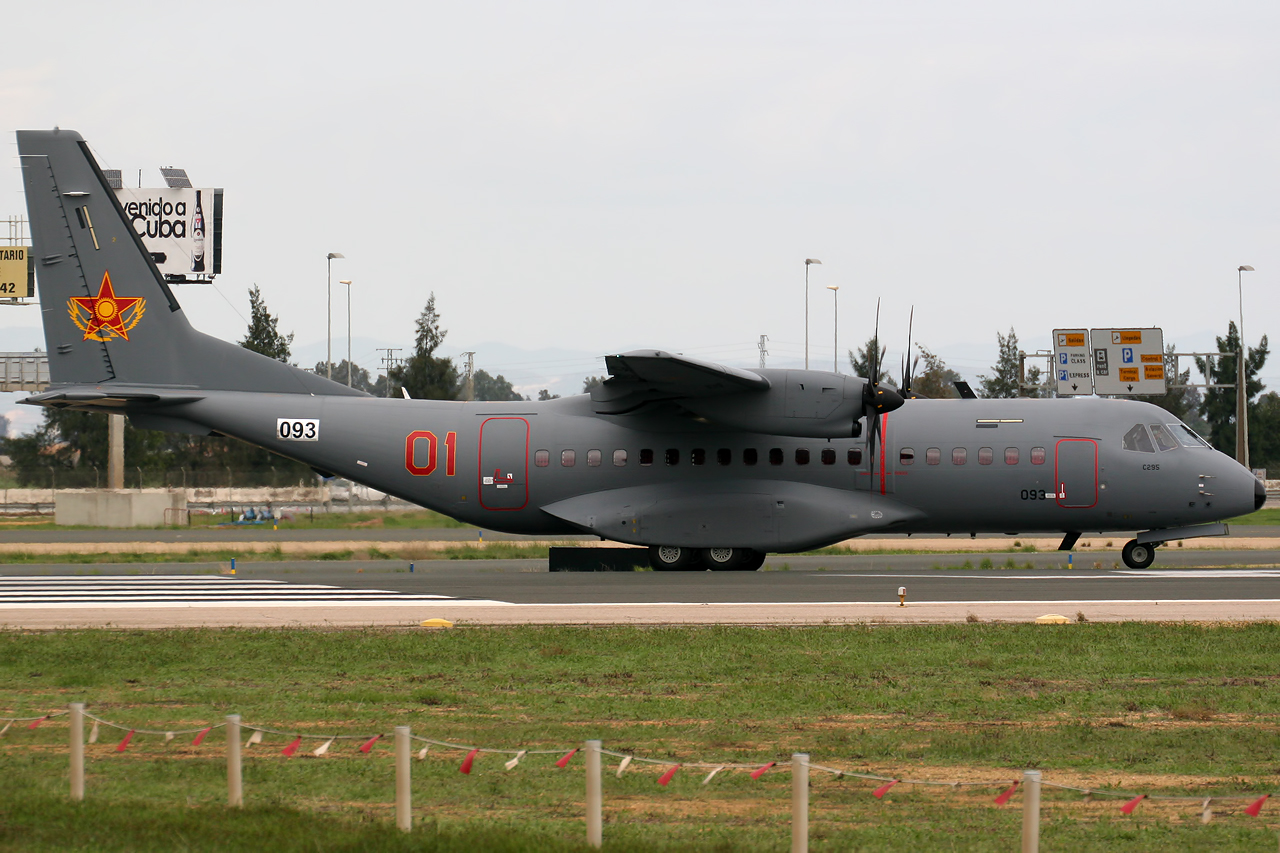
C-295M kazakh.

- El 29 de febrer de 2012 Airbus Military va signar amb un contracte amb la companyia estatal Kazspetsexport, pertanyent al Ministeri de Defensa del Kazakhstan, per a l'adquisició de 2 C-295M amb destinació per força de Defensa Aèria del Kazakhstan, que van ser lliurats el gener de 2013. Amb aquesta compra Kazakhstan es va convertir al primer país de l'antiga Unió Soviètica a incorporar un model de CASA a les seves forces armades. El contracte va incloure peces de recanvi i equip de recolzo en terra.[88][89] Al mateix temps es va signar un memoràndum d'enteniment per a l'adquisició de 6 exemplars addicionals, preveient-se que la flota total de 8 avions estigui lliurada per 2018. Segons els termes del memoràndum, Airbus Military a més transferirà tecnologia i capacitarà tècnicament al personal kazakh perquè aquest pugui dur a terme el manteniment de l'avió de manera autònoma al país.[90][91] A l'octubre de 2013 es va signar un contracte que va convertir la comanda en ferma per als 2 primers exemplars addicionals, que es preveu siguin lliurats en 2014 i 2015.[92]

Mèxic 

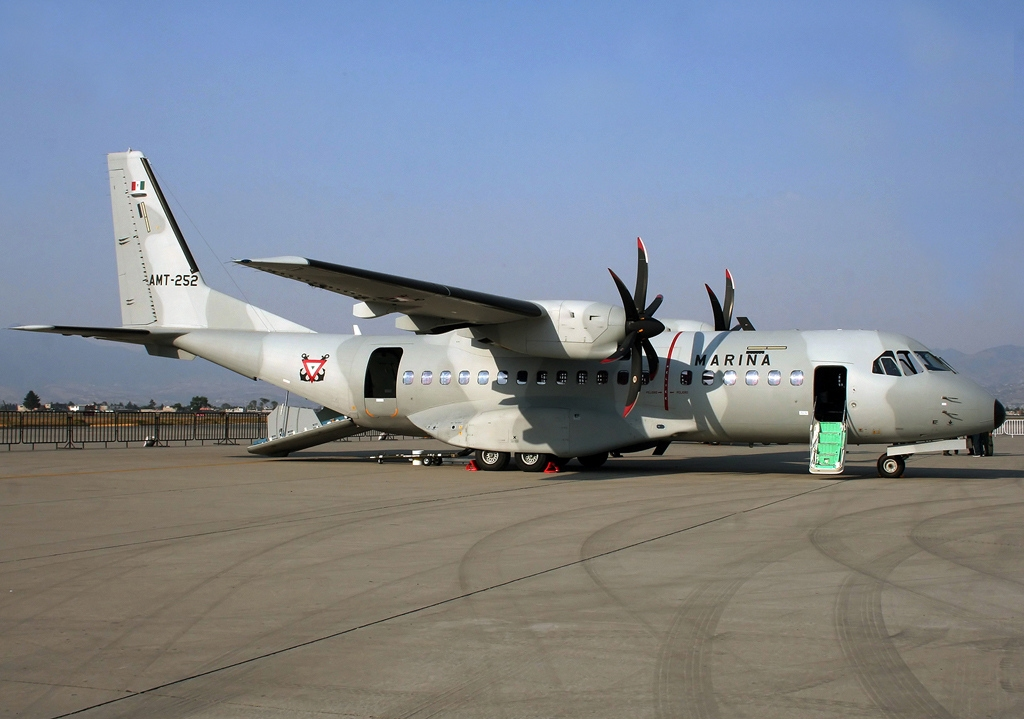
C-295M de l'Armada de Mèxic.

- L'Armada de Mèxic va adquirir inicialment dos exemplars de transport C-295M, als quals posteriorment s'han sumat altres dos, i dos més van ser adquirits en 2014, els quals seran els primers exemplars de la versió C-295W, equipada amb winglets.[93][94][95][96] Mèxic posseeix en conjunt la major flota d'avions de transport i patrulla marítima CASA / Airbus Defence & Space de tota Iberoamèrica.[97][98][99]

- La Força Aèria Mexicana va adquirir en 2009, 5 C-295M per substituir els seus Antonov An-32B per 463 milions de US$. Els avions operen en l'Esquadró de transport 301 al costat dels IAI Arava en la BAM Nº 1 Santa Lucia, Estat de Mèxic.[12][100][101] Posteriorment va encarregar 5 exemplars addicionals, dels quals va rebre el primer al desembre de 2011 i la resta s'espera que estiguin lliurats per abans de la fi de 2012.[102][103]

Oman 

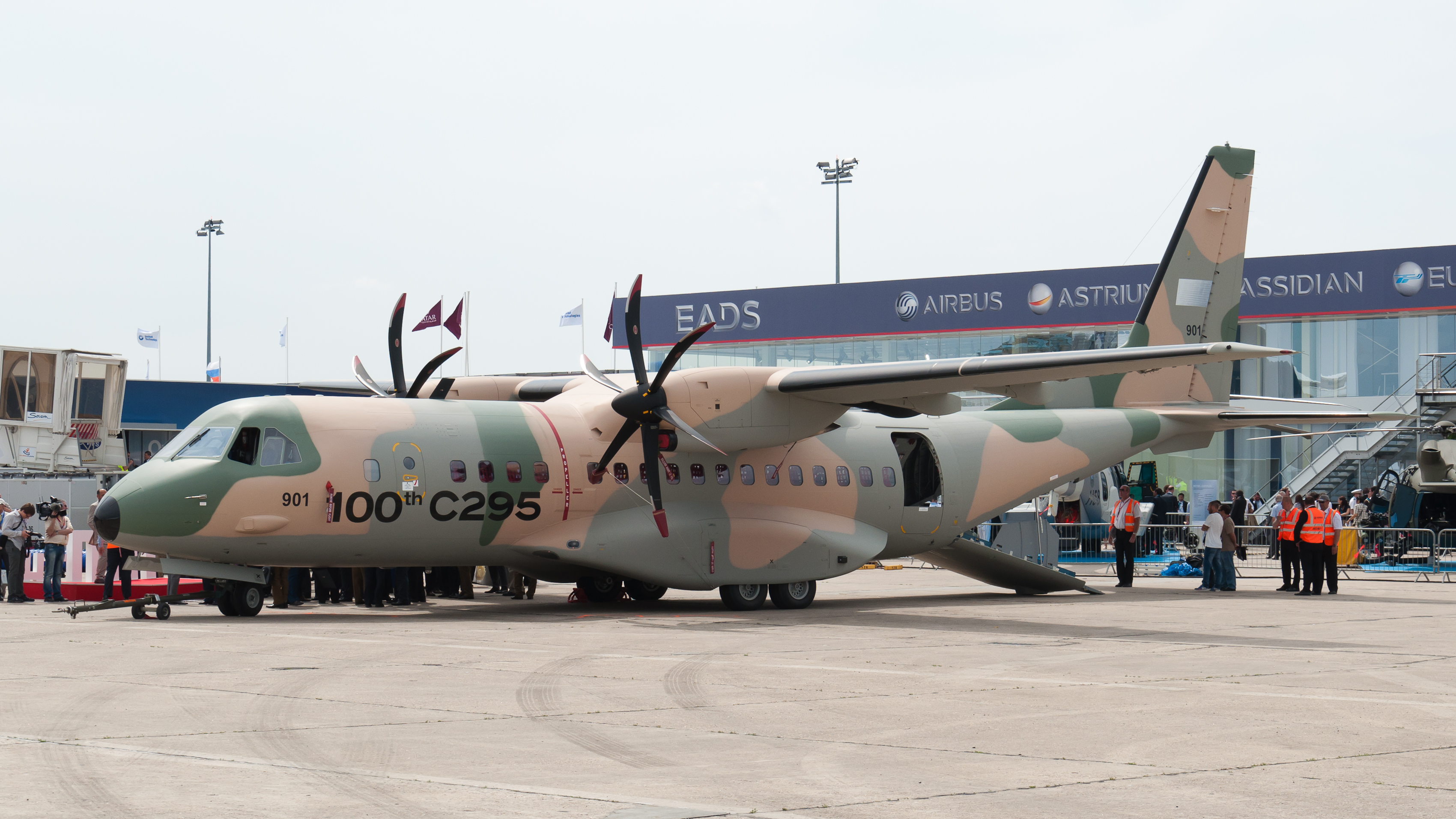
C-295M omaní.

- Real Força Aèria d'Oman. Oman ha signat amb Airbus Military el 19 de maig de 2012 una comanda de 8 avions C-295, dels quals 5 seran C-295M, que serviran com a reemplaçament de la veterana flota de transport omaní composta per avions Short Skyvan SC.7-3M, i 3 de patrulla marítima. Els lliuraments començaran en 2013. El contracte inclou també la venda d'un sistema en palé de control de la pol·lució, que pot ser usat per llançar dispersants en cas de vessament de cru. Aquest sistema, del que Oman és el client llançador, pot ser muntat en el C-295 sense necessitat de realitzar en ell cap modificació estructural.[104][105]

Polònia 

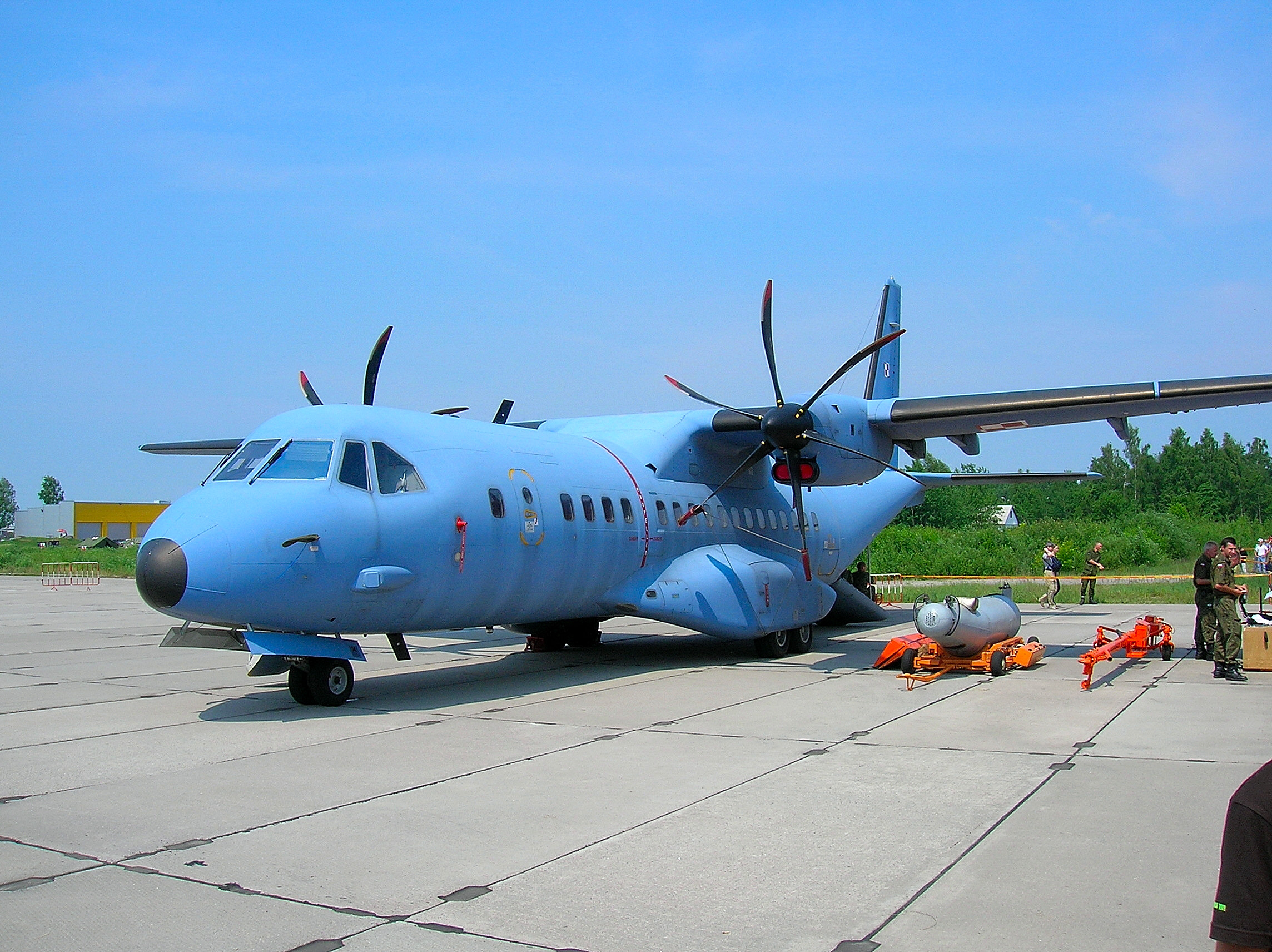
Un C-295M de la Força Aèria Polonesa en l'exhibició aèria «Kilkime» en Kaunas, Lituània, en el 2007.

- La Força Aèria Polonesa ha adquirit en diverses comandes un total de 17 avions C-295M per reemplaçar als seus Antonov An-26. El Govern Polonès va adquirir els 8 primers avions l'any 2001, rebent el primer d'ells en el 2003.[106] En 2006 va adquirir 2 addicionals i en 2007 altres 2 més.[107] Un d'ells es va perdre en l'accident aeri de Mirosławiec el 23 de gener] de 2008.[108][109] Amb 11 en servei, el 2 juliol de 2012 es va signar una comanda de 5 avions addicionals per 262 milions de dòlars, per la qual cosa, una vegada que finalitzin els lliuraments, Polònia comptarà amb una flota de 16 avions C-295 i es convertirà en el principal operador del model. Els lliuraments d'aquesta nova comanda començaran a la fi de 2012. Polònia inicialment es va plantejar per augmentar la seva capacitat de transport aeri la compra d'un C-130 Hercules addicional, però en el seu lloc va optar pel «més cost-eficient» C-295, segons el tinent general Lech Majewski, comandant en cap de la Força Aèria. Els avions estan assignats al 13er Esquadró de Transport Aeri (13. ELTr - 13 Eskadra Lotnictwa Transportowego), estacionat en la 8a Base Aèria (8. BLot - 8 Basa Lotnicza) de Cracòvia-Abalisi, estant un exemplar destacat permanentment a Afganistan, on desenvolupa tasques de transport, llançament aeri i evacuació mèdica.[110]

Portugal 

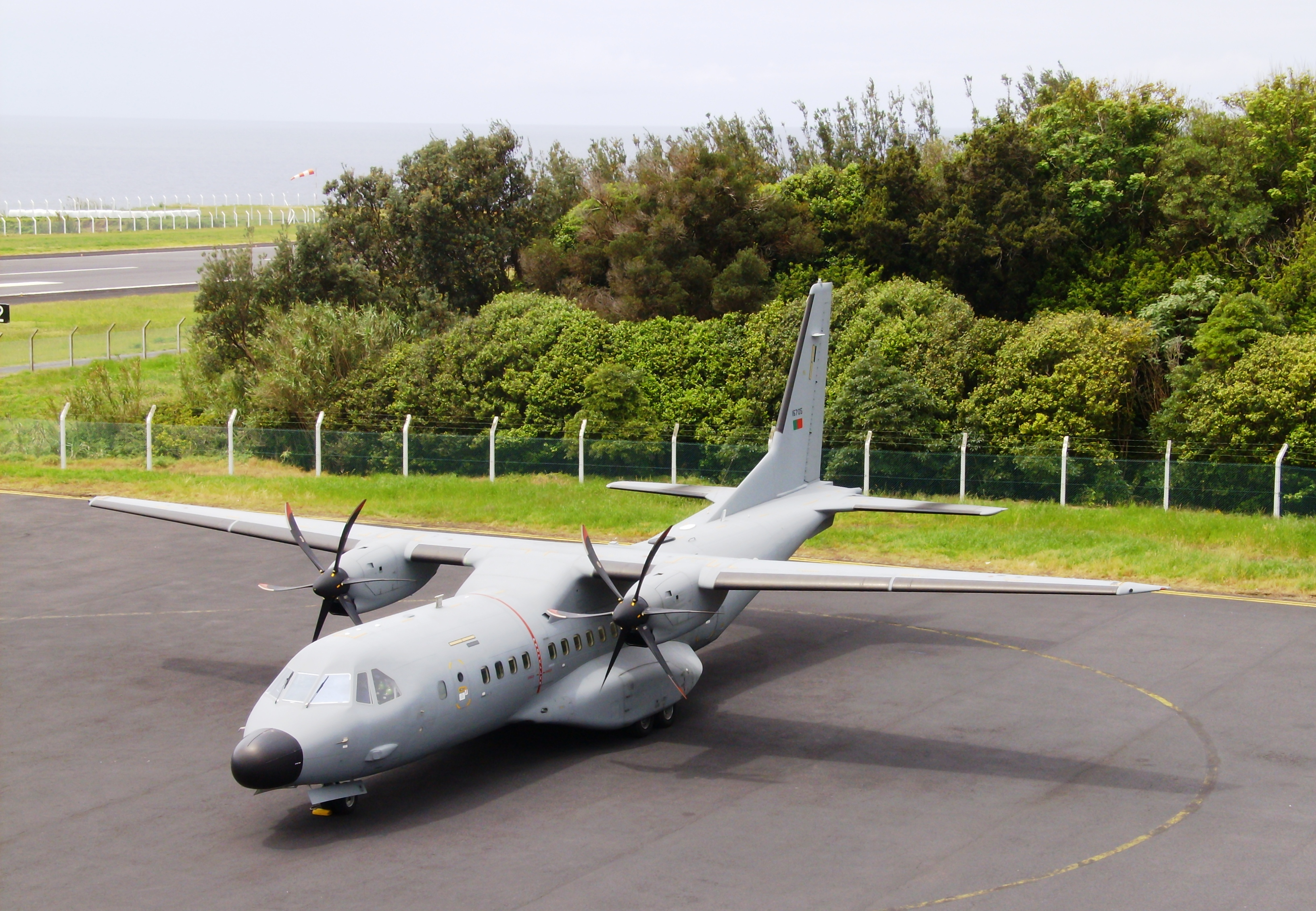
Imatge d'un dels C-295M de la Força Aèria Portuguesa en la qual pot apreciar-se el radom de majors dimensions que porten els exemplars lusitans.

- La Força Aèria Portuguesa va adquirir 12 avions al febrer de 2006, 7 d'ells en la versió de transport militar C-295M i els altres 5 en la versió de vigilància marítima C-295MPA Persuader, equipats amb el sistema FITS i coneguts també com a C-295 VIMAR, per reemplaçar tota la seva flota d'avions CASA C-212 Aviocar, que portaven operant des dels anys 1970.[74] El preu d'aquesta adquisició s'estima que ronda els 350 milions d'euros.[41] EADS CASA va lliurar el primer dels aparells a les autoritats portugueses el 10 d'octubre de 2008. Els restants C-295 contractats es van lliurar un cada mes i mig aproximadament, fins a completar el total de 12 unitats. En primer lloc es van subministrar els avions de transport i a continuació els de vigilància marítima.[111] Aquests avions inclouen com a elements diferenciadors del model bàsic unes bombolles posteriors per a missions SAR, un equip de guerra electrònica compost per un alertador de radar RWR (Radar Warning Receiver), un alertador làser LWS (Laser Warning System), pods de guerra electrònica col·locats sota les ales i dispensadores de cimbells i bengales, i també s'ha inclòs un nou radar meteorològic Northrop Grumman AN/APN-241 (el mateix amb el qual van equipats els C-130J) que els confereix un radom més engruixat.[47][15][16] Els exemplars de vigilància marítima usen així mateix un SLAR SSC MSS6000 muntat en el fuselatge.

República Txeca 

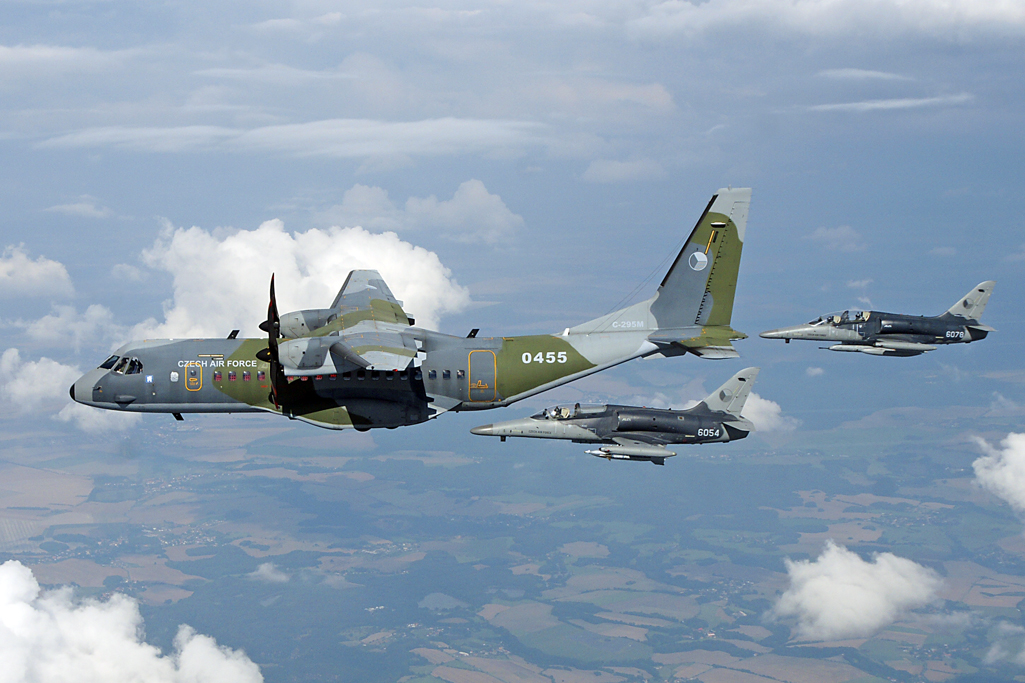
C-295M de la Força Aèria Txeca volant en formació amb dues Aero L-159 Alca.

- La Força Aèria Txeca va arribar a un acord amb EADS CASA a l'abril de 2008 per obtenir 1 C-295M que seria lliurat en 2009 a canvi de 5 avions Aero L-159 Alca de la flota txeca, que passaran a usar-se per l'Exèrcit de l'Aire d'Espanya.[112] Aquests entrenadors tenien inicialment com a destinació la Força Aèria de Bolívia, però Estats Units va vetar l'operació després dels xocs ocorreguts amb el Govern d'Evo Morales (el motor és d'origen nord-americà), per la qual cosa Bolívia ha acabat adquirint en el seu lloc 6 Karakorum K-8.[113] L'acord a més incloïa una opció per 3 C-295M addicionals, amb possibilitat de 2 més.[114] El Ministeri de Defensa Txec va aprovar a l'abril de 2009 comprar els primers 3 C-295M que tenia en opció, realitzant en aquest cas el pagament en efectiu, 3.500 milions de corones txeques (uns 130 milions d'euros), cost que inclou l'entrenament de tripulacions i personal de terra, manuals tècnics i peces de recanvi. El lliurament del conjunt de la flota es va iniciar a la fi de 2009, lliurant-se l'últim avió abans que acabi 2010 i té com a objectiu reemplaçar els 5 Antonov An-26 de la Força Aèria.[28][115][116]

Uzbekistan 
- Forces Aèries i de Defensa Aèria de l'Uzbekistan: 4 C-295W.[117]

Vietnam 
- La Força Aèria Popular Vietnamita ha adquirit en 2013 3 C-295M, que s'estima que entrin en servei a partir de 2015.[118]

### Negociacions
En 2003 el Ministeri de Defensa de Kenya va expressar la seva intenció d'adquirir 3 C-295M, pendent de l'aprovació del seu govern, sense que fins ara s'hagi concretat cap comanda. Altres països amb els quals ha transcendit l'existència de negociacions són Aràbia Saudita (18 exemplars de transport per a la Força Aèria i entre 4 i 6 per a patrulla marítima, que se sumarien a la compra ja formalitzada de 4 per al Ministeri de l'Interior), Malàisia (10) o Tailàndia (6).
A principis de 2009 EADS CASA va anunciar que oferirà el C-295 en el concurs que el Ministeri de Defensa del Canadà iniciarà pròximament per a l'adquisició d'avions de salvament i rescat marítim. Al setembre del mateix any, i davant els retards del programa A400M, Turquia ha anunciat la intenció d'adquirir 10 avions C-295 o C-27J, ajornant la decisió fins a mitjan 2010. Per la seva banda, en 2012 es va informar que la Força Aèria Sud-africana està estudiant la compra del model. En 2014, Airbus Defence and Space va signar un acord amb Tata Advanced Systems per oferir de manera conjunta fins a un total de 56 aparells C-295 per força Aèria Índia, que substituirien als Avro 748 en servei.
Pel que fa a la versió de patrulla marítima C-295 Persuader, a la fi de 2008 l'Armada Grega va anunciar que té previst adquirir 5 avions per substituir als seus Lockheed P-3B Orion.

### Vendes frustrades
La Força Aèria Algeriana va signar un contracte per 6 avions de transport C-295M l'any 2004, a més de 4 C-295 Persuader de patrulla marítima. No obstant això, l'adquisició dels Persuader no va arribar a materialitzar-se.
D'altra banda, la Força Aèria Suïssa va seleccionar l'avió de transport C-295M en 2000 enfront del C-27J Spartan, proposant-se la compra de 2 unitats per 76 milions d'euros per als pressupostos de 2002, sense èxit. Es va tornar a presentar una proposta per als pressupostos de 2005, però finalment el parlament helvètic la va rebutjar el 17 de març de 2005.
La Unió dels Emirats Àrabs per la seva banda el van seleccionar en la versió de patrulla marítima C-295 Persuader i tenien previst adquirir 4 exemplars per 156,2 milions d'euros l'any 2001. No obstant això, no han confirmat la comanda i en el seu lloc han adquirit al febrer de 2009 2 avions Dash-8 Q300MP.
En el 2002 va vèncer al programa AIR 5190 organitzat per Austràlia per substituir als DHC-4A Caribou de la Real Força Aèria Australiana, entre 12 i 14 avions, però aquest país va donar prioritat a la compra dels avions de transport pesant C-17A Globemaster III i va deixar sense efecte aquest programa. Es va convocar més tard un nou concurs per al substitut del Caribou (programa AIR 8000 fase 2, 10 avions), resolt al maig de 2012, en el qual el guanyador va ser finalment el seu rival, el C-27J Spartan.
Cal destacar també l'important contracte signat en 2005 per vendre 10 exemplars de transport a Veneçuela per 500 milions d'euros (que incloïa 2 CASA-Nurtanio CN-235 de patrulla marítima i opcions per altres 6 C-295M), que es va veure frustrat pel veto del Govern nord-americà. CASA va oferir substituir els components (motors i aviónica) d'origen nord-americà, però els veneçolans van estimar que les modificacions haurien tingut un cost massa alt.
El 18 de gener de 2008 Eslovènia va anunciar la selecció del C-295, iniciant negociacions per a la compra d'un aparell. No obstant això, després de l'accident del C-295 polonès del 23 d'aquest mateix mes, el procés va ser cancel·lat, a pesar que la recerca ha conclòs que la causa van ser errors greus per part de la tripulació i del control de terra, als quals es va sumar la meteorologia adversa, i no una fallada de l'avió.
El total d'aquests concursos hagués suposat per tant entre 33 i 41 exemplars addicionals.

## Història operacional

### Missions en l'exterior amb Espanya

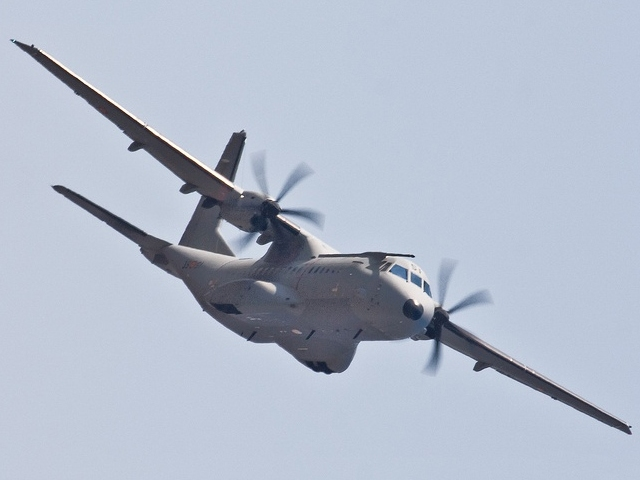
Un CASA C-295M de l'Exèrcit de l'Aire d'Espanya en el Festival Aeri de la República Txeca, en Brno, setembre de 2008.

Des que els C-295 van entrar en servei en l'Exèrcit de l'Aire espanyol al desembre de 2000 han participat en nombroses missions en l'exterior, entre les quals es poden citar les missions en l'antiga Iugoslàvia, Líban i Afganistan on han realitzat més de mil hores de vol.
Afganistan
Un dels avions pertanyents a l'Ala 35 de l'Exèrcit de l'Aire va estar destinat prop de 2 anys a Afganistan com a part del «Destacament Alcor» per realitzar trasllats de personal i càrrega entre la Base de Suport Avançat (FSB) i l'aeroport de Qal'eh-ye Now, la capital de la província de Badghis, que alberga la base General Urrutia, seu de l'Equip de Reconstrucció Provincial (PRT) espanyol.
Al maig de 2008, el Ministeri de Defensa d'Espanya, després d'onze relleus, va ordenar el retorn a Espanya de l'avió de transport C-295 desplegat en Herat. Els integrants del «Destacament Alcor» han acumulat des de juny de 2006 un total de 1178 hores de vol repartides en 2.122 sortides. Les missions que estava exercint l'avió van ser assumides per un avió C-130H Hercules de l'Ala 31 que romandrà destacat en la FSB d'Herat i retornarà a la Base Aèria de Rages (Kirguizstan) setmanalment per realitzar possibles tasques de manteniment o canvi de tripulacions.
Experts en aviació civil i militar asseguren que el C-295 és molt més adequat per a aquestes missions per la seva versatilitat, robustesa i facilitat d'operació, malgrat la seva menor capacitat de càrrega enfront del pesant Hercules.
Txad
El juny de 2008, el Ministeri de Defensa d'Espanya va destacar dos C-295 a Txad, entre els aeroports de N'Djamena, la capital, i d'Abéché, a la frontera amb Sudan, per proporcionar suport logístic a la missió que l'EUFOR desenvolupa a la regió de Darfur (Sudan). En aquesta missió els avions realitzaran les labors típiques de transport de càrrega i personal, i també evacuació de ferits i llançament de paracaigudistes i de càrrega fins i tot a baixa cota (LAPES).

### Missions en l'exterior amb Polònia

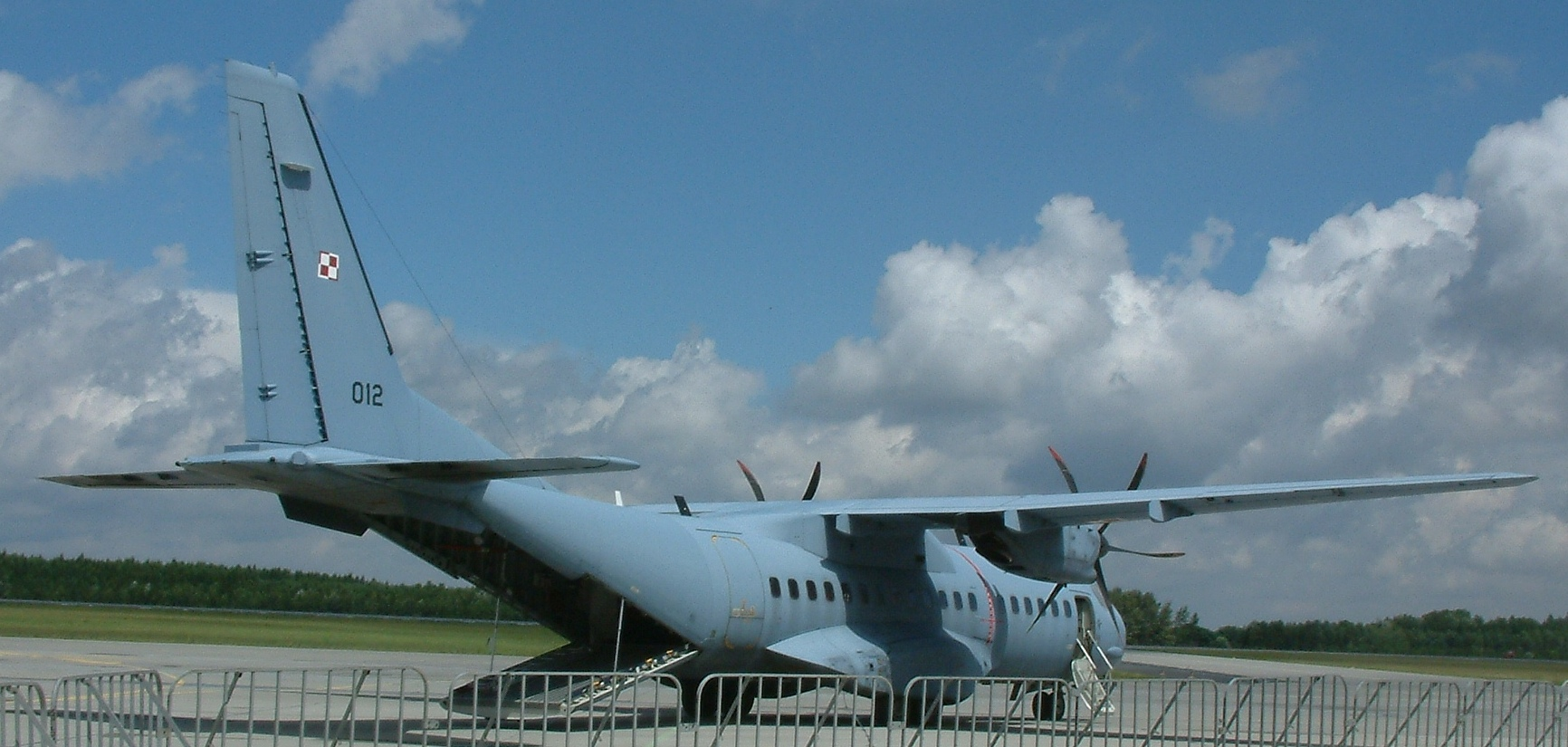
Un C-295M de la Força Aèria Polonesa amb la rampa posterior oberta.

El C-295M era l'únic avió de transport de la Força Aèria Polonesa fins al 2008 i és utilitzat per traslladar tropes i material a les bases que Polònia manté a Afganistan i l'Iraq.

### Accidents
El 23 de gener de 2008 un CASA C-295M de la Força Aèria Polonesa, que volava des de Varsòvia, es va precipitar des d'uns cent metres d'altura a un terreny boscós proper a la pista d'aterratge de l'aeròdrom militar de Mirosławiec (a l'oest del país) durant la seva aproximació, i va provocar una explosió que ho va prendre tot en flames. Tots els passatgers (16 oficials de l'exèrcit) i els 4 tripulants que anaven a bord, 20 en total, van perdre la vida. Tots els avions C-295 polonesos van ser immobilitzats després de l'accident fins que va concloure la recerca. El Ministre de defensa polonès Bogdan Klich va confirmar que l'aparell estava en bones condicions i havia estat revisat prèviament i va destituir a cinc membres de la Força Aèria després de la recerca de l'accident, que va concloure que la causa van ser errors greus per part de la tripulació i del control de terra, als quals es va sumar la meteorologia adversa (vent i pluja), i no una fallada de l'avió. Els experts militars van qualificar a l'aparell com «l'avió més segur de la Força Aèria Polonesa».

## Competidors

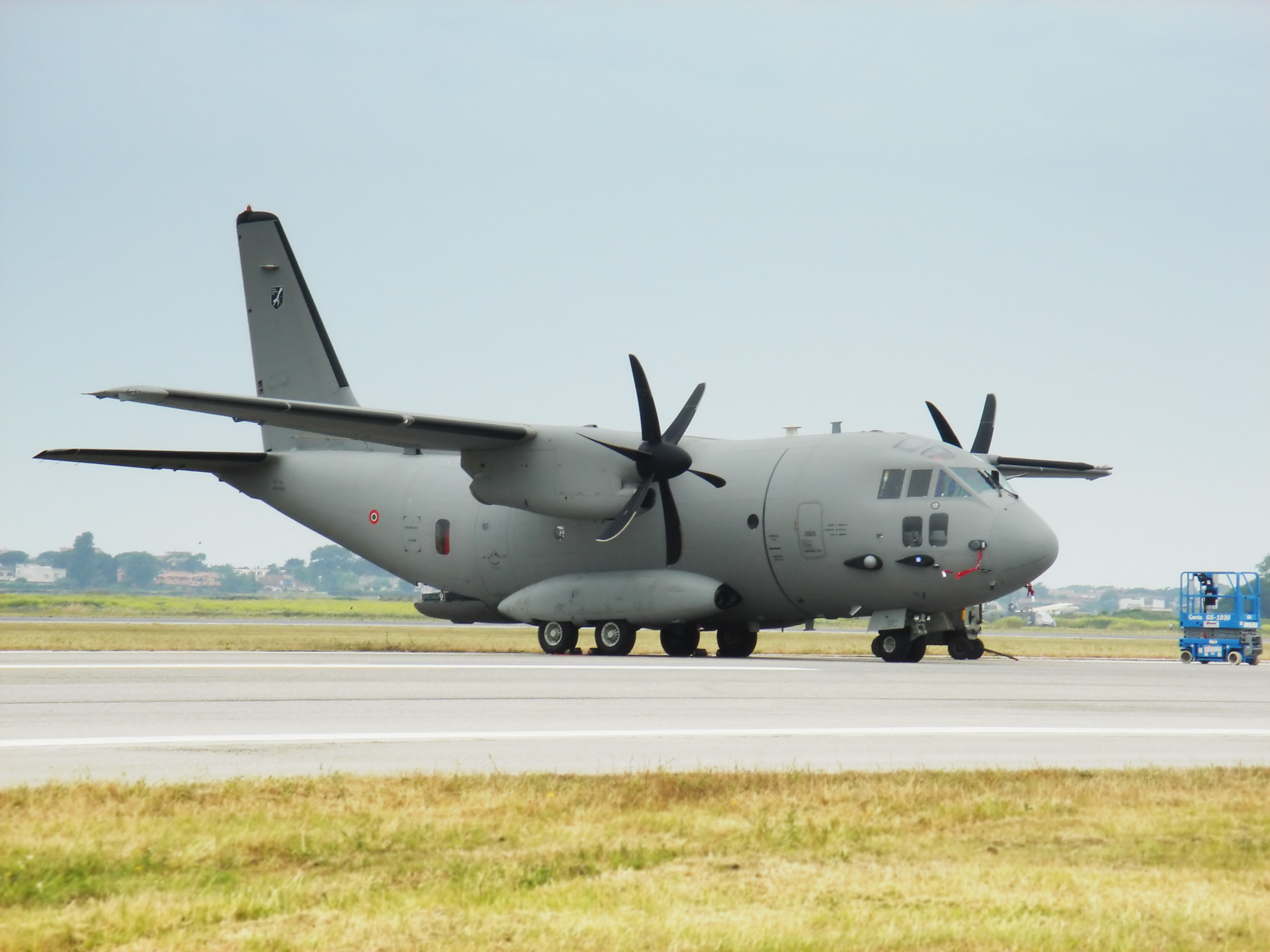
Un C-27J Spartan, que, fabricat per la companyia italiana Alenia, és el gran competidor del C-295.

### C-295M
El principal competidor del C-295M és l'avió italià Alenia C-27J Spartan, que el va batre al juny de 2007, després d'una dura i perllongada competició, en el concurs JCA (Joint Càrrec Aircraft) convocat per l'Exèrcit i la Força Aèria dels Estats Units. L'avió espanyol va ser presentat al concurs JCA per EADS CASA en consorci amb la companyia nord-americana Raytheon.
Respecte al CASA, el C-27J pot transportar una càrrega major a una distància més llarga i té un sòl reforçat, de resistència equivalent a la del C-130 Hercules, que li permet operar amb vehicles de cadenes, el sistema de les quals de rodatge és molt més agressiu que el de rodes per a la superfície sobre la qual es desplacen i, per tant, no poden embarcar en qualsevol avió. A més la forma del seu celler, alta i ampla, resulta més adequada per al transport de càrrega. Cal tenir en compte que el C-295 deriva d'un avió de molta menor capacitat com és el CASA-Nurtanio CN-235, i per augmentar-la l'única solució viable va ser incrementar el nombre de quadernes, resultant amb això un avió bastant més llarg, en el qual es pot instal·lar un bon nombre de seients i amb una capacitat teòrica de càrrega bastant superior a la del seu predecessor, però amb un celler de secció limitada. Precisament, la major amplitud del seu celler va ser un factor decisiu en la victòria del C-27J en el concurs de la Força Aèria Eslovaca, en el qual el CASA va ser eliminat per considerar-se-li petit per transportar els blindats Aligator de l'Exèrcit Eslovac. En resum, pot dir-se que el C-295 és un millor transport de tropes, mentre que el Alenia és un millor carguero. També cal tenir en compte que el cost del C-27J és molt més elevat que el C-295, entorn de 14 milions d'euros més, i, segons afirma EADS-CASA, el seu model té el millor cost de cicle de vida (LCC, Life Cycle Cost) de la seva categoria.
|               | Capacitatsoldats | Capacitatcamilles | Càrregamàxima | Velocitatmàxima | Abast   | Preuen euros  |
| ------------- | ---------------- | ----------------- | ------------- | --------------- | ------- | ------------- |
| C-295M        | 71 (+4 op.)      | 24 (+3 op.)       | 9250 kg       | 480 km/h        | 5630 km | 19,83 milions |
| C-27J Spartan | 60               | 36                | 11 500 kg     | 602 km/h        | 5926 km | 33 milions    |

D'altra banda, l'italià té al seu favor el disposar d'equips comuns amb el C-130J Super Hercules, amb el consegüent avantatge logístic per a les forces que operin aquest avió. Per contra, la tecnologia bàsica de la seva plataforma és més antiquada, en basar-se en un avió, el Alenia G.222, que va volar per primera vegada en 1970, mentre que l'avió del que deriva el model espanyol, el CN-235, ho va fer en 1983.

### C-295 Persuader
Els principals competidors d'aquesta versió són les variants de patrulla marítima del DHC-8, que per exemple ha aconseguit una comanda per 2 exemplars per a l'Armada d'Unió dels Emirats Àrabs, concurs que havia estat inicialment adjudicat precisament al Persuader (veure secció vendes frustrades), a més de contractes amb les Guàrdies Costaneres del Canadà, Islàndia, Japó i Suècia i les Duanes d'Austràlia; i del ATR 72, que ha aconseguit vendes a Itàlia i Turquia.

## Especificacions (C-295M)

EADS CASA C-295

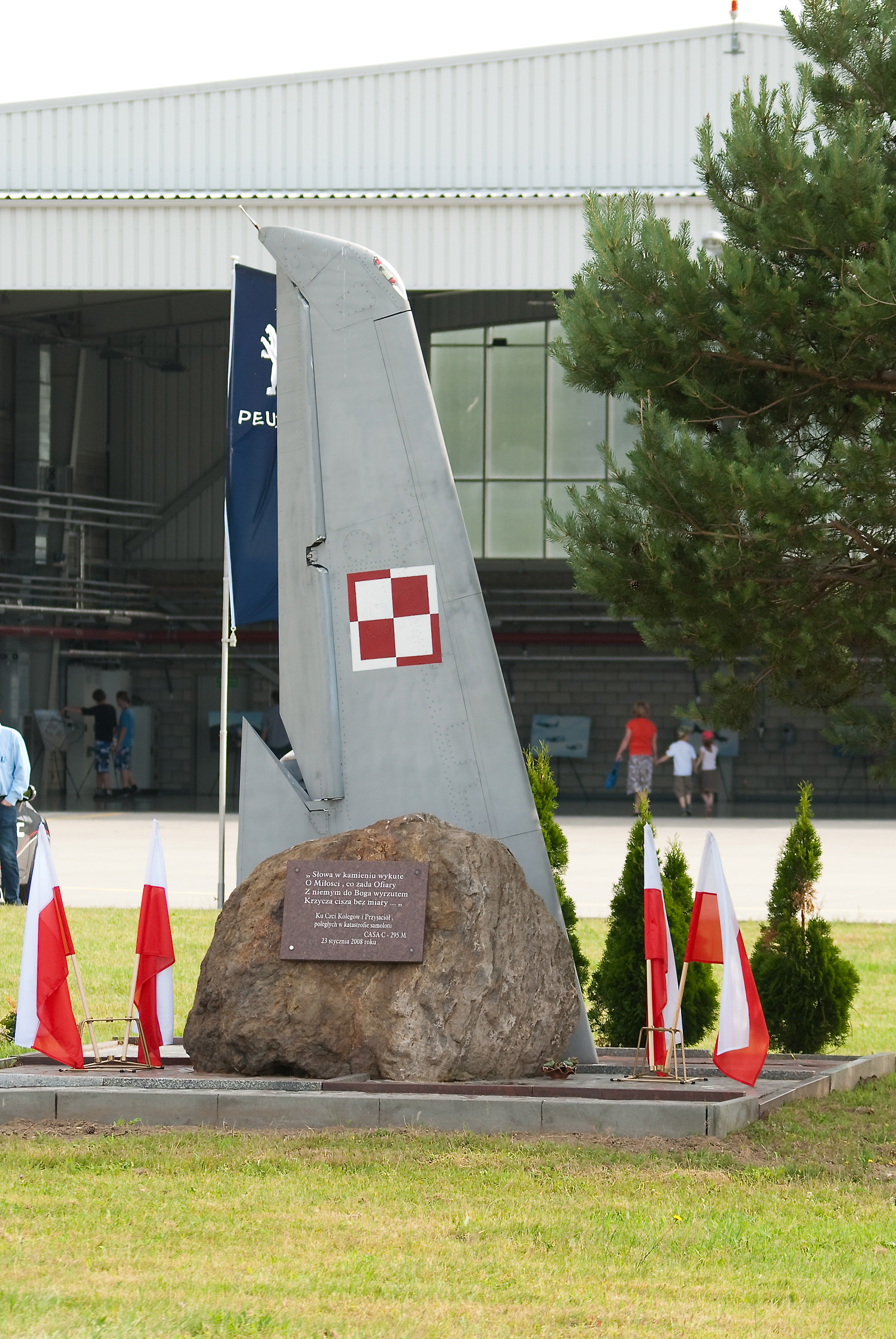
Semiala dreta de l'avió estavellat en Mirosławiec, emprada com a monument commemoratiu de la tragèdia.

Característiques generals
- Tripulació: Dos pilots
- Capacitat: 71 tropes
- Càrrega útil: 9.250 kg
- Longitud: 24'50 m
- Envergadura: 25'81 m
- Alçada: 8'60 m
- Superfície de l'ala 59 m²
- Pes màxim d'enlairament: 23.200 kg
- Motors: 2×  Hamilton Standard 586-F (6 pales) Pratt & Whitney Canada PW127G, 1.972 kW (2.645 cv)   cada un

 Rendiment 
- Velocitat màxima: 576 km/h (311 nusos)
- Velocitat de creuer: 480 km/h (260 nusos)
- Abast: amb càrrega de 3.000 kg, 4.600 km (2.500 milles nàutiques);
- Sostre de servei: 9.100 m (30.000 m)